# 蔣經國
蔣經國（1910年4月27日—1988年1月13日），字建豐，浙江奉化人，中華民國政治人物。蔣經國為蔣介石與毛福梅的獨子，青年時曾赴蘇聯留學:1，回國後曾在江西、上海等地工作。1949年中華民國政府遷臺後，蔣氏先是主掌國家情報及治安工作，並重建政治作戰體制，維護國民黨政權穩定；其後歷任中國青年反共救國團主任、行政院國軍退除役官兵就業輔導委員會主任委員、行政院政務委員、國防部部長等黨政要職。
1972年至1978年間，蔣經國擔任行政院院長，實質領導政局，任內轉向「革新保臺」路線，先後推動「十大建設」及「十二項建設」計畫，發展臺灣經濟，在政治上則推動有限的中央民意代表增補選。1975年蔣介石逝世，蔣經國成為中國國民黨主席，1978年再繼任中華民國第六、第七兩任總統，至1988年死於任內:1。蔣經國在國際上孤立情勢中，大力發展台灣經濟，解除多年來之戒嚴，促進政治更民主化:8。

## 名號
蔣經國有多個名字：幼名「存西」，上學時取學名「建豐」（後改為表字）；族譜譜名及本名皆稱「經國」，拉丁字母轉寫為。蔣介石將兩名兒子分別取名為「經國」、「緯國」，此皆引用自《國語》等書：「經緯」常比喻一個人能力很大，特別是指管理國家。

## 早年

### 幼時生活
1910年4月27日（清宣統二年三月十八日），蔣經國生於浙江省奉化縣溪口鎮:15。蔣經國在豐鎬房出生:2-3，父親是蔣介石:8；母親是毛福梅夫人，為虔誠之佛教徒，在家禮拜觀音菩薩，日夜祭拜:15-16。祖母王采玉太夫人，非常高興蔣經國之出生:16。
1916年3月24日，蔣經國上奉化縣溪口鎮武山小学，老師是同鄉周東:17。還有老師毛頌南，在其母親娘家岩頭村出身，被稱為同福先生，非常受到蔣經國尊敬:37。1917年12月，蔣介石邀請顧清廉教導蔣經國（曾為蔣介石老師）:5。顧對蔣經國評語為：「天資與常人同，但頗好誦讀。」:490蔣經國正式接受啟蒙教育，直至1919年:5。
蔣介石非常關心兒子讀書，曾寄許慎《说文解字》四冊給蔣經國，一年後又寄出《尔雅》:22。蔣經國不僅自習自學，還邀請王歐聲到府教授《說文解字》:22。此時課程，乃由蔣介石所定:22。1921年，蔣經國轉學到奉化縣鳳麓學堂接受傳統教育:5。蔣介石按照自己理想去培育蔣經國。因此他讓蔣經國讀四书五经、《曾文正公家書》、《王陽明全集》:5。
1921年，蔣經國祖母王采玉抱病到上海看望蔣介石，回到家鄉溪口後不久，於6月14日溘然長逝:7。雖有醫生預告，但蔣家人還是非常傷心:17。蔣介石因孫中山馳電堅邀，乃將王采玉葬於附近飛鳳山，匆匆前往前線，參加作戰:17-19。蔣介石在料理完母親喪事後，即把蔣經國帶到上海:8。蔣介石來信囑咐蔣經國讀《孟子》:7。11月23日，蒋介石連日處理家務，與毛福梅、姚冶誠，宣告脫離家庭關係，並析定蔣經國、蔣緯國家產；即二十八夕燈下，詔二人至前施訓詞，授條示：「因念經兒可教，緯兒可愛，悽惻無以為懷。『條示』余葬母既畢，為人子者，一生之大事已盡，此後乃可一心致力革命，更無其他之挂繫。余今與爾等生母之離異，余以後之成敗生死，家庭不致因我而再有波累。余十八歲立志革命以來，本以早置生死榮辱於度外。惟每念老母在堂。總不使以余不肖之罪戾，牽連家中之老少，故每於革命臨難決死之前，必託友好致留母遺稟，以冀余死後聊解親心於萬一，今後可無此念。」:188
1922年，蔣介石令蔣經國結束在家鄉求學，經由寧波，轉學到上海萬竹高等小學:17，四年級就讀:8；蔣經國與王歐聲先生學國文，同時學英文及《孟子》、《論語》:262。蔣經國後來曾回憶：蔣介石對於他與蔣緯國之教育非常嚴格和認真，「不管在家還是在外，都是經常來信指示我們寫信、讀書和做人做事的道理。」:5、7蔣介石對於指導蔣經國如何讀書也非常仔細和費心:25。蔣經國非常用心於使用文字，但蔣介石告訴他，在上海須要勤奮讀書；每天早起，須要學草書一百個，楷書五十個，既要學像，又要學快:25-26。
1924年，蔣經國從畢業於上海萬竹高等小學高級部:19，考入上海市浦東中學:8。參觀黃埔軍校:262。
1925年，蔣經國想学法文，以便遊歷法国:27。在上海日本在華紡織工廠所發生勞資糾紛，爾後演變為所謂五卅运动，更發展成為反帝國主義運動:19-20。蔣經國參加四次示威活動，每次都當選浦東中學示威隊伍領隊，也當選抵制外國貨品小組領隊:8。他受到同學和老師讚揚，但校方卻執行政府指令，以「該生行為不檢」為由，開除其學籍:9。

### 留學蘇聯
1925年至1937年在蘇聯期間，蔣經國接受正統馬列主義教育:1。
1925年6月，蔣經國告別上海去北京，進入共和革命元老吳稚暉主辦之一所私立中國國民黨領導人子弟學校——「海外補習學校」學習俄語:490。不久，他又加入當地學生發動反對北洋軍閥政府示威遊行，被軍閥當局判處兩個星期監禁；恢復自由後，他從天津乘船到廣州:490。那年暑假，他前往廣東探訪父親蔣介石；廣東當時是國民革命基地，因此，「奔向廣東」成為爭取挺身對抗帝國主義和北方軍閥之嘹亮口號:8。尤其他父親是革命軍最高負責人:27-28。抵達廣東後，革命精神使他深受感動；在那裡他遇到許多俄國人；蔣經國渴望參加國民革命軍:8。但此時蔣介石並沒有同意少年蔣經國請求:28，不讓他立刻實現願望，反送他到北京求學:9。蔣經國參加中國國民黨:262。
蔣經國回到北京求學:9。期間他開始有前往莫斯科留學的想法，而在當時蘇聯也安排東亞國家支持人士得以就讀培訓學校莫斯科中山大學。蔣經國只待在北京幾個月，因為邵力子在那裡介紹他結識中国共产党黨員李大钊；李大釗住在蘇聯大使館，引介蔣經國認識很多俄國人:9。在蔣經國決定去蘇聯之前，曾經把此事向吳稚暉報告:332。許多朋友建議蔣經國到蘇聯留學:9。兩週後，蔣經國已經決定到蘇聯去，就再去看吳稚暉；吳稚暉見蔣經國赴蘇意志堅決，就說青年人多嘗試一次都好:332。此議深合蔣經國心意，他想熟習蘇聯政治組織，決定到莫斯科中山大學就讀；為準備赴俄，他先到上海以便搭船成行:9。於是蔣經國離開吳稚暉，動身南下；臨走時，吳稚暉還親自送蔣經國到火車站，祝福蔣經國一路平安:332。到上海前，蔣經國到溪口和母親毛福梅告別:11。就在離開上海前，他到上海市環龍路44號中國國民黨中央執行委員會上海執行部，正式參加中國國民黨成為黨員:9。
1925年10月19日:31，蔣經國告別上海，乘搭貨輪前往莫斯科:9。同船上有冯玉祥女兒馮弗能。在海參崴上岸後，改搭普通列車轉往莫斯科:9。11月底，蔣經國抵達莫斯科:10。12月，蔣經國進入莫斯科中山大學就讀:10，並取俄文姓名「尼古拉·维拉迪米洛维奇·伊利扎洛夫」（羅馬化：Nikolai Vladimirovich Elizarov）。12月3日，蔣經國在莫斯科中山大學編輯明日壁報「紅牆」到午夜:312。和蔣經國同學有邓小平、廖承志、林祖涵、乌兰夫等:491。蔣經國以俄語學西方革命史、政治學和經濟學:262。蔣經國和馮弗能墜入情網。
當時許多有影響力的中國家族都把自己的孩子送往莫斯科中山大学就讀，這包括有後來成為中國共產黨領導人的鄧小平；期間蔣經國和大自己6歲的鄧小平成為好友。烏蘭夫和蔣經國一同聽課:80-92，和蔣經國同桌:491。蔣經國經常與徐君虎、左权和鄧小平一起散步，他愛說愛笑愛唱，走路蹦蹦跳跳，還常穿夾克式工人服，戴著鴨舌帽，像個小童工，大家給他取個小名叫「工人」:491。
蔣經國留學期間，與鄧小平一同積極學習俄語。蔣經國日後被形容能講一口流利的幾乎不帶口音的俄語。
由於蔣經國信仰堅定，加上他又是蔣介石兒子，所以當他到達莫斯科不久，莫斯科中山大學黨支部便吸收他為蘇聯列寧共產主義青年團和中國共產主義青年團成員，後來又升為預備黨員:14。那時，鄧小平是蔣經國所在共青團小組的組長。不過，其加入全联盟共产党（布尔什维克）的申請則是一直遭到拒絕:10。
1926年下半年，有人邀請蔣經國到群眾大會，題為「中國北伐的目的及其最後的成功」，用俄文對3,000人發表演說:11。這是他首次對公眾演說，不過卻使俄國人民大為激賞:11。一週後，他在鐵路工人大會上，對大約3,500人發表演說，題為「偉大的孫逸仙先生」:11。以後常常有人請他去演講，每都受到聽眾熱烈歡迎:11。
1926年，蔣經國醉心於尼古拉·布哈林和列夫·托洛茨基；從事反斯大林秘密工作:262。校長卡尔·拉狄克教授中國史，且熱衷於在課後與蔣經國私下討論中國種種問題:11。他常對蔣經國說：「要做一位年輕的革命志士，首先你得勇敢。其次，你必須苦幹，積極進取。就像上樓一樣，如果你辦得到，就一次跨兩三步。不要設法一步一步走，那樣子就表現不出革命志士應當有的朝氣。第三，你永遠都不得屈服或退卻。托洛斯基是位勇武的革命志士典範。」:11碰巧蔣經國觀點與托洛斯基政治思想（工人階級對革命階段的重要）不謀而合，於是許多人認為蔣經國同情托洛斯基:11。蔣經國開始與幾位中國同學研讀托洛斯基學派著作，對於其「以革命的火炬燒掉舊世界」之論述尤感興趣:11。
托派同學緘默，不敢給別人曉得他們觀點，蔣經國遂在校刊上發表「我從未如此說過」一文糾正他們:11-12。
蘇聯和联共（布）早已嚴厲箝制托派:12。校方為平息學潮邀請史達林來校演講「托派的錯誤」，蔣經國第一次看到他:12。
蒋介石的背叛並不令人感到意外，當他滔滔不絕地談論革命時，他已逐漸開始背叛革命，希望與張作霖和孫傳芳妥協。蔣介石的革命生涯已經結束。作為一個革命分子，他已經死了。

他已成為反革命分子，是中國工人大眾的敵人。蔣介石曾是我過去的父親和革命的朋友。他已走到反革命陣營。現在他是我的敵人。
1927年4月12日，蔣介石成立南京國民政府，全面清黨，一部分共黨分子被捕，其他共黨分子則去從事秘密活動:72。「四一二事件」接踵而來，莫斯科中山大學群情嘩然，一致致電武漢政府，要求嚴懲蔣介石:492。蔣經國在莫斯科中山大學集會上登臺演講以譴責蔣介石的背叛:80-92，幾天後則在塔斯社發表公開聲明而與蔣介石斷絕父子關係。這年夏天，蘇聯當局遣送莫斯科中山大學部份學生回國，蔣經國卻未被遣送回國之列:14。在斯大林眼中，蔣經國是他手中的一顆棋子，將來時機來臨，和蔣介石重打交道時也許能派上用場:14。當時中國共產黨駐莫斯科代表團認為蔣經國回中國比留在莫斯科對他們威脅更大:12。1927年4月，蔣經國從莫斯科中山大學畢業，同一群畢業同學要求回中國，卻未得他們允許:12。
蔣經國完全被孤立於中國之外:12，所以希望回國:13。蔣經國在列寧格勒國立大學的「蘇聯軍事情報局特種學校」就讀，並且在苏联红军第一師擔任學生兵:12-15。1927年12月，蔣經國則轉往列寧格勒托爾馬喬夫軍政學院進修，並且在此學習軍事戰術、行政管理、交通運輸、地形學、火炮原理、軍隊政治工作、軍事戰略、戰爭史以及游擊戰術等正規軍事教育。該校規定須研習三學年課程:13。1928年，中國共產黨派駐莫斯科代表團指控蔣經國組織一個反革命團體稱為「江浙同鄉會」:13。1928年1月，蔣經國曾經表明脫離托派:37。
在一次江浙籍同学的聚会上，津贴补助比较多、生活优裕的屈武、蒋经国、卢贻松提议拿出一部分钱来周济其他学校收入少的同学，后来蒋经国确实委托李翔梧转给朱茂榛40卢布。这样，几个学校的同学们 (包括中山大学的江浙同乡)在互相通信中经常开玩笑，说要组建一个“江浙同乡会”，由蒋经国筹措经费。他们的来往信件被蒋经国的同寝室友秘密上报。恰逢莫斯科中山大学的派系斗争正酣，这件事正好给“党务派”提供打击对手的借口，他们声称“教务派”的骨干、江浙籍学生俞秀松、董亦湘等人勾结叛徒蒋经国，组织了一个名为“江浙同乡会”的反党、反革命小团体。蒋经国被诬陷为反革命集团头目，遭到苏联政治保卫部门的扣押和审查。当时的中共中央政治局委员向忠发此时正驻留在莫斯科，他得知此事后，立即要求中山大学校长米夫和“格别乌”彻查，事态由此扩大。
從1927年6月至1928年8月，蔣經國每隔一、兩天就會寫信給蔣介石，但這些信他自己讀過就會銷毀:13。中國共產黨發現蔣經國寫給蔣介石兩封信:13-14。蘇聯政府並不願這樣作，因為蘇聯當局很快即發現，所謂「江浙同鄉會」完全是捏造出來，用以攻擊蔣經國:14。1928年8月，由共产国际监察委员会、联共(布)中央监察委员会和中共驻共产国际代表团三方会同“格别乌”组成联合委员会，深入调查后得出结论：根本不存在所谓的“江浙同乡会”组织，为被污蔑的同学们恢复了名誉。
经历“江浙同乡会”事件之后，蒋经国在政治上变得成熟起来，改掉了口不择言的缺点，政治言论变得十分谨慎。同时，他还认识到要想获得政治上的可靠保证，就一定要加入苏联共产党。从1929年开始，他就多次提出入党申请。1929年11月2日，列寧格勒托爾馬喬夫軍政學院聯共（布）支部讨论蒋经国的入党问题，与会代表主要向蒋经国询问了几个简单的问题，如是否愿意回中国从事革命工作、如何对待蒋介石、与“托派”关系如何等等 ，最终蒋经国得以入黨。12月15日，蔣經國正式以第四類黨員（人民敵人的子女）的身分加入聯共（布）:45-49。
1930年3月28日，列寧格勒軍事委員會正式批准蔣經國為聯共（布）候補黨員。5月，蔣經國在該所學校畢業，並再度要求返回中國:14。蔣經國寫一篇論文主題「游擊戰戰術」，以測試他自己學養:42。首先蔣經國請求返回中國，未獲批准，繼而申請分配到紅軍中工作，但由於他傾向托洛斯基和拉狄克，結果也沒有當上紅軍軍官，並且被蘇方判定為「具有不可靠的政治傾向」而不再信任他:15。

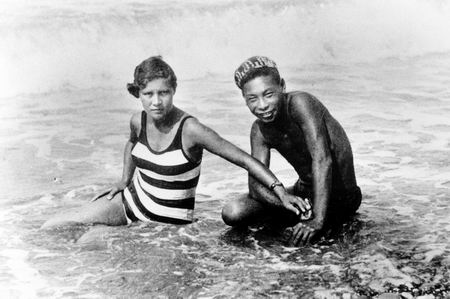
芬娜·伊帕奇耶夫娜·瓦赫列娃和蔣經國，攝於1935年

6月，蔣經國被指派在列宁格勒国立大學中，擔任中國學生訪問團助理團長:14，第一件任務便是帶學生在蘇聯境內參觀旅行:15。他們參觀外高加索及烏克蘭；在部而石母附近，蔣經國與史達林母親談話:335-336。在返回莫斯科途中，病倒在一個火車站上:494。
10月，蔣經國病癒後:494，受僱於莫斯科塔那馬電械工廠（Tinama Electrical Plant），擔任學徒:14-15。蔣經國開始真正體驗蘇聯勞工生活:494。午飯後，要去工人俱樂部政治談話:494。蔣經國設法改善命運，決定到夜校去補習工程學，同時抓住機會在工廠裡教軍事學:15。他在工廠裡努力工作，建立名譽，一年之內，管理部門建議調升蔣經國為主管生產委員會副主任:15。
蔣經國在一次會議中公開抨擊陳紹禹:15。1931年5月，共產國際幹部要蔣經國離開莫斯科:15。是年秋，聯共（布）命令蔣經國搬進莫斯科區之謝可夫村:16。當時蘇聯政府剛宣布要推行集體農場政策，以便提高生活標準，蔣在村裡只擔任一個勞工，沒有任何特別任務:16。蔣初次落田幹活，到第五天後，農人邀請他參加聚會:17。十天之內便推選他做代表，他去和鎮上組織洽商貨款、稅負和農耕工具採購等，幫他們解決不少問題:17。
1932年，蔣經國疲勞過度，臥病一個月:263。10月底，蔣經國前往莫斯科接受重新分派工作:17。蔣經國開始接觸中國共產黨駐莫斯科代表。王明把他派往西伯利亞；蔣經國開始在西伯利亞一個小火車站做搬運工人:495。蔣經國到西伯利亞，又病倒:263。
1933年1月病癒後，蔣經國被送到阿爾泰金礦工作:18。阿爾泰為冰雪覆蓋之地，蔣在饑寒交迫生活9個多月:18。10月，蔣經國直接抵達，立即進入乌拉尔重型机器制造厂:19。起初，蔣經國担任申述信访部办事员。後來，由技工升技師:495。在往後幾年裡，他都待在此工廠內，遠離政治活動:19。工作一年後，蔣經國升為第一机械车间副主任，同時是乌拉尔重型机器制造厂厂报《重工业机械建设》（简称《重工业报》）执行主编:19。
1934年，陳紹禹打電報要蔣經國趕往莫斯科:19。1935年1月，共產國際要蔣經國前往莫斯科:19。
蔣經國在烏拉山重機械廠多年，唯有芬娜·瓦赫列娃（後改名為「蔣方良」）對他友善:19。1935年3月15日，兩人結婚:495；同年12月，長子蔣孝文誕生:21。
1935年11月23日，中共駐共產國際代表團團長王明偽造了《蔣經國致母親的公開信》（這封信的草稿在一所俄羅斯檔案館），之後把蔣經國叫到共產國際說：「中國方面謠傳你己在蘇聯遭到逮捕。你該寫信告訴你母親，你在此間工作，完全自由。我們怕你的中文忘得差不多了，所以我們代你擬了一封信稿。」蔣經國拒絕署名，共產國際派蔣的朋友與他交涉：「假如你接受信稿，將來還可以有機會返回中國。否則你的生命就有危險，他們可以隨時給你捏造罪名。」:19
1936年2月9日，《列寧格勒真理報》（Ленинградская правда）刊載了這封長信：
听许多人说，蒋介石在宣传孔子的孝悌和礼义廉耻的学说，这是它迷惑人的惯用手段，以此欺骗和愚弄人民的意识。母亲，您还记得吧？是谁殴打您，抓住您的头发，将您从二楼拖到楼下？那不是他——蒋介石吗？是谁打我的祖母？那不是他——蒋介石吗？这就是他对父母和妻子的孝悌和礼义。

……

1936年9月，烏拉爾區黨委因查獲蔣經國「私下給父母寫信」，以及「聘用政敵」，免去他的烏拉重機械廠第一机械车间副主任和厂报《重工業報》执行主编職務，同時禁止他參加黨內集會:21-22(斯维尔德洛夫斯克州档案表明， 是重机厂厂长弗拉基米洛夫向区党委监察部密告构陷蒋经国)。在失去黨權和謀生之道後，蔣經國變得極為沮喪:22。1936年11月16日，蔣經國申請成為聯共（布）的正式黨員，1936年12月17日申請獲得批准。
1937年3月25日，蒋经国与妻儿踏上了归国的路途 。到达海参崴之后，蒋经国为报一箭之仇 ，向《重工业报》拍发了一封电报 ，揭发乌重机厂长弗拉基米洛夫的弟弟在哈尔科夫参加托派活动 ，弗拉基米洛夫不但知情不报，反而包庇纵容，希望党组织明察。这封没有 日期的电报至今仍保存在斯维尔德洛夫斯克州档案保管中心。

### 返國從政

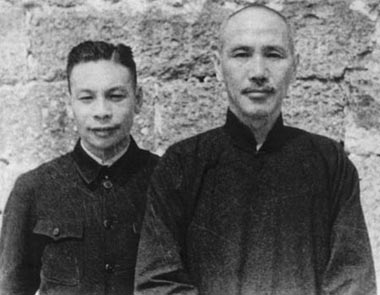
1937年4月，蔣經國（左）由蘇聯返回中國後晉見父親蔣介石（右）時合攝於漢口

1936年12月12日，西安事變爆發:22。消息傳到蘇聯後，蔣經國前往莫斯科郵政部給父母寄信。同時寫信給史達林要求回國:22。對於留在蘇聯的蔣經國可能被視為人質看待，蔣介石在自己的日記中寫道：「為了我兒，犧牲國家利益，並不值得。」:59:205蔣介石甚至拒絕中國共產黨領導人所提出以蔣經國交換戰俘的談判，到1937年以前蔣介石持續堅持「若要我犧牲國家利益，我寧可無後」的態度:247。但是张戎和喬·哈利戴則聲稱蔣介石讓中國共產黨成員得以在长征中逃脫，就是因為希望被史達林挾持的兒子蔣經國能夠返回中國。不過這段期間蔣介石並沒有放棄針對中國共產黨的作戰:74，其中蔣介石敦促當時實際控制中國西北地區的馬家軍殲滅中国工农红军西路军，並且支持遵守命令的马步芳就任青海省省長:50。而張戎和喬·哈利戴還提出另外一種說法表示蔣經國是因為遭到綁架才被送往蘇聯，但是許多資料則表示他是自己表態要去蘇聯學習並且獲得蔣介石親自批准。1937年2月，斯維爾德洛夫斯克州聯共（布）黨員大會期間，蔣經國被人指控是日本間諜並且支持托洛茨基主义，在經過黨委書記米哈依爾·庫茲涅佐夫出面保證後才得以過關。
1937年3月，蘇聯外交部發來急電，要蔣經國火速趕往莫斯科:22。蘇聯副外長史迪曼尼可夫告訴他：中國政府要求蔣經國回國，現在中國政府是蘇聯的朋友，蘇聯願意把他送回去:22。蔣經國向史達林辭行，史達林以手槍相贈:22。離開莫斯科那天，共產國際主席迪米塔洛夫邀請蔣經國去他家:22。1937年3月25日，蔣經國帶著妻兒，離開了蘇聯，踏上回國旅程，結束他長達十二年旅蘇生涯:22。中國駐蘇聯大使蔣廷黻為他們餞行:22。雖然蔣經國身心受創，但已深深瞭解共產國際:23。
被折磨了十二年的我，對共產黨人摧殘年輕人的種種狡獪惡毒手段非常清楚。他們首先巧言令色地欺騙年輕人，蠱惑他們，以及麻醉他們的思想，然後就採取恐怖手段來擺佈及摧毀他們的人格。他們的最終目的，就是去除個人的自由意志，使人變成帶上枷鎖俯首聽命的奴隸。這些仰仗暴力及異端邪說的赤匪就如設置陷阱的人一樣。年輕人假如沒有相當勇氣、決心、以及冒險犯難的精神，一旦失足其間，就難以自拔。

……

我在這段歲月中，雖然身心均遭受創傷，但亦看清楚了共產國際的真正本質和蘇共及中共的本來面目。這十二年給我的教訓深烙我心，永遠都不會淡忘。
4月27日，周恩來前往祝賀宋美齡生日時，告知蔣介石：「潘漢年同志剛剛收到共產國際的電報，蘇聯內務部已查到你的公子蔣經國的下落，並批准他立即返回中國。」:5390當時，中國共產黨駐第三國際代表團成員康生陪同蔣經國一家。蔣經國由陸路經西伯利亞，到海參崴改乘郵輪去上海:497。在經過斯維爾德洛夫斯克州時，不少朋友都前往車站與他道別，但是蔣經國與康生之後在海參崴火車站上聯名給联共（布）中央發佈電報，表示支持聯共（布）鎮壓這些朋友，並且提到回到中國後一定會完成聯共（布）中央委員會所交付的任務。在海參崴下火車時，總領事權世恩，奉蔣廷黻大使飛電，非但親迎，且花兩萬盧布巨款，隆重接待:497。
1937年4月，蔣經國途經香港停留時，他的弟弟蔣緯國專程南下迎接他:23。4月中旬，經國一行抵達上海:497。從弟弟處，他得知父親現已與宋美齡結婚，母親仍居溪口:23。4月19日，蔣經國回到故鄉溪口鎮:67。4月21日，蔣經國函電宋美齡：「限即到上海蔣夫人。密母親鈞釜（鑒）兒與大人之媳及孫已安抵奉化日夜想見父母之面甚切此請福安兒經國叩馬印」:3此時，蔣介石、宋美齡在杭州一座叫「澄廬」湖濱別墅準備會見闊別13年之兒子，由小時候與蔣經國一起生活之族侄侍衛官蔣恒祥去上海接:497。蔣經國到達上海兩周以後，蔣介石才傳話見面:24。第二天，蔣介石給媳婦起個中國名字叫蔣芳娘:497。蔣介石隻字不提其它，只是要蔣經國先回溪口，看看母親，休息休息，再讀讀書，回想一下過去，然後再說:24。蔣經國「回到了國門，屈指自己算一算，能寫的中國字，還不滿一百個。」:497蔣經國遵照父親吩咐，從杭州回到奉化溪口:24。4月27日，蔣經國與母親毛福梅相見。母子相擁大哭:64。毛福梅愛護著孫子，打量著媳婦，笑盈盈地問她叫什麼名字:497。蔣經國回答叫芳娘，毛氏說：「太俗氣，改成方良吧。」:497當時親友長輩決議為蔣經國補辦結婚典禮，完全依照奉化家鄉習慣:64。3天後，按照溪口鄉俗，蔣經國和方良在家鄉重新舉行一次正式中式婚禮:24。婚禮就在豐鎬房報本堂舉行，儀式遵古，新郎穿長袍馬褂，頭戴呢帽；新娘鳳冠彩裙:64。報本堂上全豬全羊，絲竹大鳴，行禮如儀:64。
蔣介石對兒子在蘇聯長時間陶冶不放心，讓他和在溪口雪竇寺軟禁之張學良一起讀書:498。從此以後一段日子，蔣經國便按照父親吩咐，開始讀書，除了讀早年《曾文正家書》、《王陽明全集》等中國經典外，蔣介石特別叮囑要研讀國父孫中山先生遺教，並且練習寫字，然後便是回想過去:24。蔣介石有時指定曾文正公家訓第幾篇代替回信，並電召原江蘇省民政廳長、著名法律人士徐道鄰幫助蔣經國讀書:498。經過幾個月時間，他寫出一份《旅俄報告》呈給蔣介石:24。蔣經國將留蘇13年經過，寫成兩部報告，一是「在蘇聯的日子」（《去國十二年》），交給美國中央情報局副局長雷·克萊恩夫婦，在他逝世後公開發表。另一部是「冰天雪地」（《留蘇日記十三篇》），詳述留蘇艱苦，向蔣介石報告:303。後來，在1944年，因思母情切，在贛南任所，蔣經國將「冰天雪地」大約印10,000本，有幾十本流傳於外:303。

### 江西工作

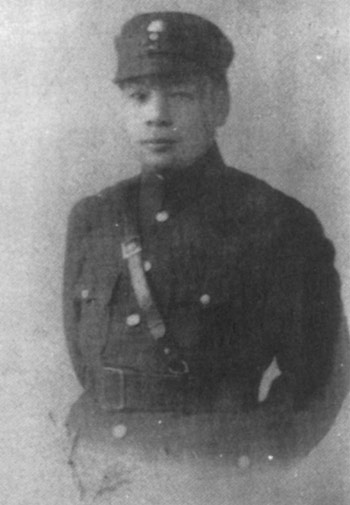
蔣初任江西省保安處副處長，1938年1月

回中國後，蔣經國成為三民主義忠實信徒:1。
1938年1月1日，蔣經國晉任中華民國陸軍少將軍階，並再次加入國民黨。1月4日，蔣經國接受江西省政府主席熊式輝邀請，被委任為江西省政府保安處少將副處長:26。4月，熊式輝一度派他兼任「江西省政治講習學院」主任（後改編為青年服務團，任學員總隊隊長）:498。8月，蔣經國馳赴德安前線督勵戰地工作:499。9月，繼又調任江西省保安司令部新兵督練處少將處長:26，並且於臨川（撫州）溫泉旁設立新兵訓練處，到臨川去訓練保安團的新兵:26，兼江西傷兵管理處長:498。
新兵督練處剛成立，所轄4個新兵團就逃赴五、六百人:498。蔣經國採取措施，給予新兵娛樂條件，設立類似蘇聯軍營列寧室之「中正室」，讓他們打牌、打球、下棋、看書:498。同時頒布新兵家屬優撫條件，服役期間，鄉政府每年要給家屬幾擔穀子；家屬租種富農田土不得解雇；士兵欠人家債，3年內債主不得去討還:498。
10月，蔣經國趁著蔣介石前往南昌指揮防務時詢問相關指示:26。嗣後，至重慶入中央訓練團黨政訓練班第二期受訓:499。
1939年3月，蔣經國調離南昌，被任命為江西省第四行政區（贛南地區）行政督察專員兼保安司令:27。蔣經國在遷到重慶之中央訓練團，作為第二期學員，自3月29日起接受一個月訓練，期間正式加入三民主義青年團，並被選為中央團部幹事，和受命為「三民主義青年團江西支團臨時幹事會幹事兼設立籌備主任」:120。6月11日，又受命兼贛州傷兵管理分處少將處長，代理贛縣縣長職務:65。不久，加入中國國民黨:499。8月28日，在江西省成立三民主義青年團江西支團部，蔣經國就任支團部幹事會幹事長:118。

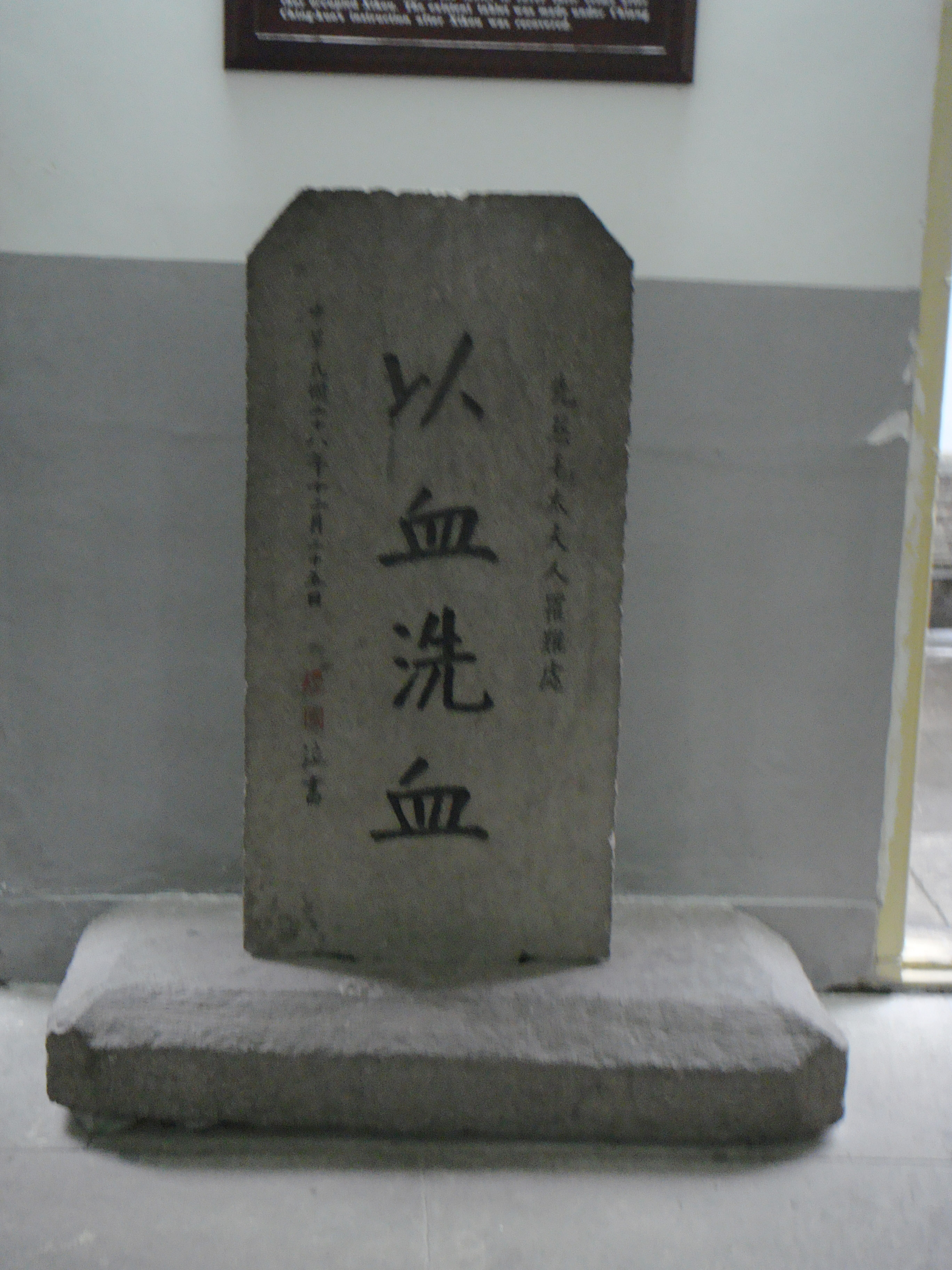
紀念母親遇難之石碑

蔣經國在贛南任上，幾次去信，要接母親前去團聚，但毛福梅留戀家鄉:502。12月12日，日本軍機狂炸奉化縣溪口鎮家園，蔣經國生母毛福梅慘遭此劫，未留一言:305。蔣經國聽到這個消息後:29，便在贛州立即帶著妻子蔣方良與長子蔣孝文趕往故鄉溪口鎮探視，兩天後回到故居:29。蔣經國一進門就抱住母親的屍體，嚎啕大哭:29，幾至昏厥:502。蔣經國想到自己公務在身，只得暫時將母親安葬:29。葬母後，蔣經國在母遇難處親筆寫下「以血洗血」四字，刻字立於罹難之處，以示他向日寇報仇雪恨之決心:502。石碑於此豎立，標題落款「男經國泣立」。
1940年1月，蔣經國在贛縣赤硃嶺成立江西省三民主義青年團幹部訓練班:109。5月4日，安抵贛州:23。7月，開辦第四行政區幹部講習會，9月14日，他要全體學員到民間去訪問380種不同職業者，每位學員訪問一位職業者，問他們對生活是否滿意、對贛縣縣政府有甚麼批評:129。1941年，蔣經國主持江西省第四行政區幹部講習班；發表「新贛南三十年度行政工作總評」:265。

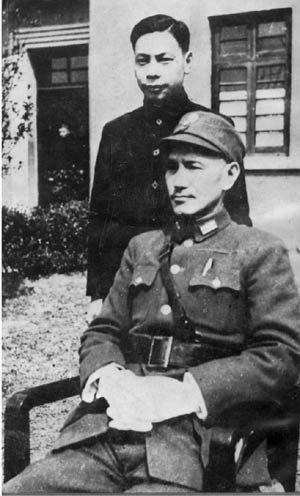
蔣經國（後）到重慶向蔣介石（前）報告贛縣情況時合影，1940年3月

蔣經國對禁賭、禁煙、禁娼，言出必行:500。
1942年4月底，蔣介石命令蔣經國到西北考察，還要他帶蔣緯國同行:114。6月19日，蔣經國收到蔣介石電報。
1943年，蔣經國宣佈三年計劃已基本完成:30。贛南受日機猛烈轟炸；5月，蔣經國創辦公僕學校並自兼校長:265。7月，他在贛州虎崗辦一個青年夏令營，調訓中專學生近千人:501。蔣經國交卸贛縣縣長職，12月任命為江西省政府委員:502。

### 訓練青年
1944年1月，又至重慶任三民主義青年團中央幹部學校教育長（校長蔣介石兼任）和三青團組訓處處長:502。蔣介石把兒子召到重慶:30。1945年，蔣經國移交專員職務:502。
1945年3月9日，青年遠征軍政治部主任蔣經國，由青年軍第二〇一師師長戴之奇陪同，抵四川銅梁視察青年軍，對訓練情形頗表滿意:7678。4月1日，蔣介石任蔣經國為青年遠征軍編練總監部政治部主任，胡軌為副主任:7692。4月，蔣經國閤家於耶穌復活節接受洗禮，由畢宇牧師施洗:46。蔣經國被任命為三民主義青年團組訓處處長以及青年軍編練總監部政治部主任，這些組織過去都是由蔣介石所控制的中國國民黨轄下團體:31。
1946年2月，軍事委員會設立青年軍復員委員會，以陳誠為主任委員，蔣經國任副主任委員，以研青年軍復員方法；4月，該會改組為青年軍復員管理處，蔣經國為副處長，並以6月3日為復員日期:175。9月1日，三民主義青年團在廬山召開第二次全國代表大會:244。9月12日，選出蔣經國為中央常務幹事兼第二處處長，為該團組織與訓練負責人:58。9月，蔣經國晉升成為陸軍中將。隨蔣介石視察贛州:266。
1947年1月，青年軍復員管理處改制為國防部預備幹部管理局，蔣經國任局長:113。
1947年2月28日，台灣發生二二八事件。1947年3月17日，蔣經國以三民主義青年團中央幹事會第二處處長的身分，陪同國府國防部長白崇禧，由南京搭機飛抵台北。3月18日上午8時，蔣經國由台灣師管區司令劉仲萩陪同抵達基隆，由基隆要塞司令部司令史宏熹陪同視察，下午返回台北:8315。

### 交涉蘇聯
1945年，蔣經國以外交部東北特派員身份前往長春；其後代理蔣介石被派往莫斯科與蘇聯談判東北領土問題:266。蔣經國隨宋子文「赴莫斯科參加中蘇談判」:41:740。6月30日，史達林與宋子文、蔣經國進行15分鐘禮節性會面，期間，史達林當著所有人面前，遞上一枝精美蘇制衝鋒槍，送給蔣經國。7月4日晚，史達林在辦公室單獨與蔣經國會面:70。其中外蒙問題，蔣經國奉命以個人資格去見史達林。史達林不耐煩，阻止中國統一。8月，蔣經國以他父親「私人代表」身份，與史達林商談締結《中蘇友好同盟條約》的問題:33。
8月31日，熊式輝被任命為軍事委員會委員長東北行營政治委員會主任委員，駐長春:149。10月10日，蔣經國奉命以中華民國外交部東北地區行營特派員身分派到長春去:796。10月12日，蔣經國與熊式輝和經濟委員會主任委員張嘉璈飛往北平，由北平轉往長春，次日，與蘇軍總司令馬林諾夫斯基開始談判:849。蔣經國認為需要跟蘇軍做正式交涉:849。12月5日:41，蔣經國抵長春:504。12月7日，蔣介石決定派蔣經國前赴蘇聯訪問:7917。12月9日，馬林諾夫斯基與張嘉璈、蔣經國商定蘇軍撤退日期再展至明年2月1日:7920。12月13日，蔣介石在北平接見蔣經國、傅作義，聽取東北與綏遠局勢報告，並任命陳繼承為第十一戰區副司令長官；國軍進駐瀋陽:7923。12月25日，蔣介石應蘇聯政府要求，並經馬歇爾同意，派蔣經國為其私人代表，前往莫斯科交換中蘇合作之看法:7936。12月25日，蔣經國奉蔣介石之命，於交涉途中，以私人代表身分，趕往莫斯科:152。12月25日接奉命令，12月30日到達莫斯科。蔣介石為解決東北和中、蘇有關許多問題，派蔣經國以私人代表資格再去訪問史達林:74。
1946年1月11日蔣經國獲頒忠勤勳章:328:7953。1月14日，蔣經國由莫斯科經烏魯木齊、蘭州返抵重慶:505。1月18日，蔣經國偕大連市長沈飛抵長春接收東北重工業，兩批空運國軍數百人抵長春:7959。4月9日，蔣介石偕蔣經國飛抵貴州視察:8030。
1947年1月2日，東北外交特派員蔣經國抵瀋陽，與蘇方交涉東北接收問題:8254。6月14日，蔣經國前往視察中國東北地區，慰問和鼓勵軍民:172。當時四平街正受全面圍攻，6月16日戰況尤其激烈，蔣經國與在瀋陽的王叔銘副總司令聯名報告說，空軍在奮勇戰鬥:475、478。10月18日，任國防部預備幹部管理處中將代處長，晉任中將軍階。蔣經國向蔣中正報告四平街激戰及蘇聯引誘中國之情形:266。

### 上海打虎

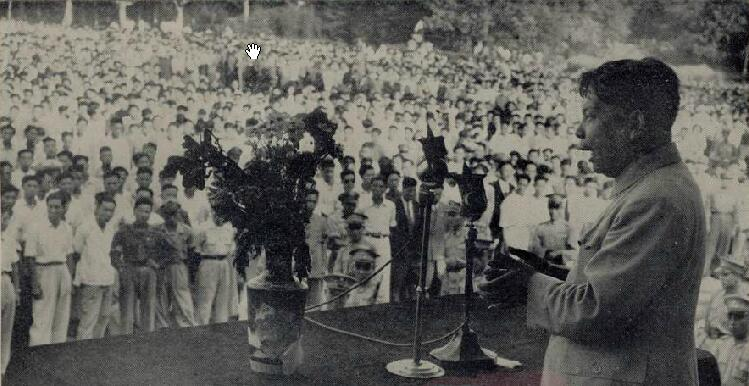
蒋经国对上海青年服务团团员演讲，1948年

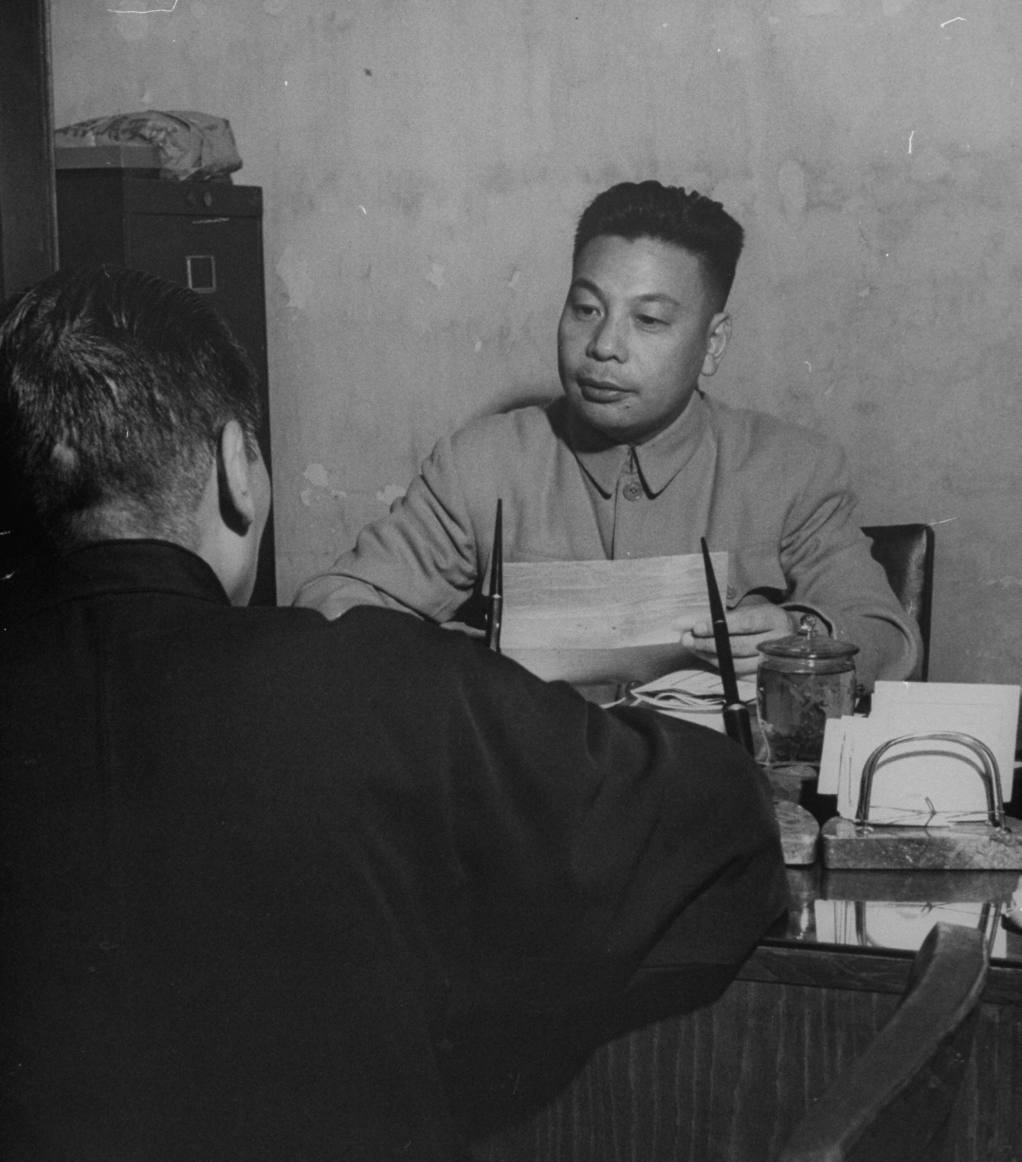
蔣經國任上海經濟管制督導員時，聆聽地方店主投訴，1948年8月

1948年8月19日，「中央政治會議通過議案」:82。8月21日，實施「幣制改革」（金圓券）:176。8月22日，蔣經國「正式被任命為經濟管制委員會委員」:83。蔣經國輔助上海地區經濟管制督導員俞鴻鈞工作:266。之前蔣經國曾經批評孔祥熙和宋子文為「大資產階級」，並且決定在上海大舉行動以強化在第二次國共內戰期間而遭到民眾不信任的國民黨。8月29日，戡亂建國總隊第六大隊隊員作為大上海青年服務總隊隊員派到各處開設服務站，聽取市民不滿，處理投書等:177。之後他複製在蘇聯期間所學到的方法，藉由攻擊中產階級商人來對社會進行改革，同時他還要求所有商品價格必須低價，以獲得無產階級支持:485。
同年10月，蔣介石飛上海召見蔣經國，聽取有關經濟及社會問題:56。當蔣經國逮捕揚子公司經理孔祥熙兒子孔令侃時，他的繼母宋美齡馬上出來干預，親自跑到上海，將孔送香港了事:509。蔣經國也因這次案件輸掉政治聲望，上海居民把他上任的口號從「只打老虎，不拍蒼蠅」，改成「只拍蒼蠅，不打老虎」:178、185，而宣佈辭去職務:486。
1948年12月19日，中國國民黨中央常務委員會決議任命蔣經國為台灣省黨部主任委員:192。12月27日，蔣經國函電宋美齡：「……某方企圖聯絡各方面擬迫父親下野局勢之發展甚為嚴重望大人能速返國共商決策兒經國謹稟」:68後繼函電：「……父親已決定辭職返鄉兒對於公私各事皆為憂慮萬分不知大人何時得能返國遙祝安好兒經國謹稟」:6912月30日，函電宋美齡：「……大人之意見兒亦以為甚是並已面呈父親矣惟目前之局勢仍極複雜與嚴重兒對國家之命運以及父親個人之安全問題皆無任憂慮詳情再稟兒經國謹上卅」:73

## 中年

### 存亡之秋

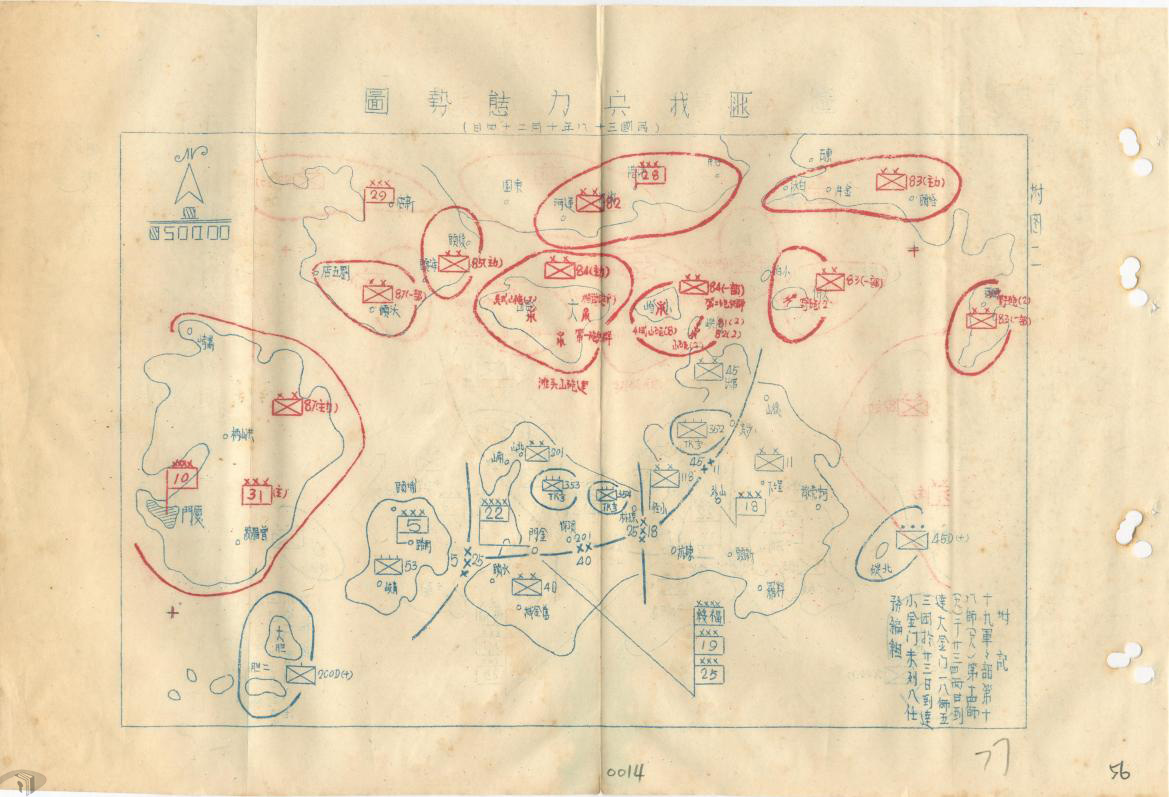
1949年，蔣經國到古寧頭戰役前線勘查

1948年12月19日，中國國民黨中央委員會決議任命蔣經國為台灣省黨部主任委員:192。
1949年1月4日，函電宋美齡：「……台灣省政府改組陳誠派為該省主席兒則被任為該省黨部主任委員最近擬即赴任兒經國謹上支」:771月10日，蔣介石派蔣經國赴上海拜訪俞鴻鈞，希其將中央銀行現金移存台灣:131。中央銀行儲存之黃金92萬兩，銀元3000萬元全部轉運台灣:510。2月3日，函電宋美齡：「……父親在家鄉度歲精神甚愉快惟此處究非久居之地時局正在惡變中內心憂慮萬分遙祝安好兒經國謹上」:80
3月8日，函電宋美齡：「……（一）張吳來溪並未提及重要政治問題（二）某方正在計劃作投降式之和平（三）內部不久恐難免分裂（四）某方積極發動李之正位運動並要求父親出國（五）江南軍紀不好士氣不振難作堅強之抵抗（六）父親非至萬不得已似不將離開溪口再父親所食用之奶粉與酒已用盡請設法帶來若干兒經國敬稟」:913月11日，蔣經國乘江靜輪「由上海回到溪口」:167。
3月13日，函電宋美齡：「……（一）李已正式提何為行政院長其目的似在利用何作為工具而進行奪取全部政權之陰謀（二）高級官吏多已脫離中央立場而投向對方吾人似益孤立（三）粵薛之態度近來甚壞（四）陳在台灣恐亦不能持久（五）海軍內部發生嚴重問題正在設法處理中（六）家中目前尚平安請勿念兒經國謹稟」:95。3月19日，蔣經國草擬「重整革命之初步組織意見書」，呈送蔣介石參考:170。蔣介石認為可以採用；「但以各部主管人選還不易物色為慮」:170。3月24日下午，「奉命飛往上海」:171。
4月1日，函電宋美齡：「……據報共方之基本要求為（一）組織由共黨所控制之聯合政府（二）雙方發表共同反美之聲明目前之主要工作為破壞聯合政府之成立萬一成為事實則必須使美國不承認此類政府謹聞兒經國謹稟」:1014月10日，函電宋美齡：「……目前局勢恐有重大變化父請大人返國共商大計近日此間來往賓客甚多工作較為忙碌兒經國謹稟」:1064月15日，是蔣經國四十歲生辰:183。蔣介石為蔣經國題「寓理帥氣」四字匾額附跋:183。4月24日，蔣經國「決計將妻兒送往台灣暫住」:189，並函電宋美齡：「……母親大人匪軍於今晨佔領首都兒等定日內乘軍艦離此俟到達目的地後再詳電報告於父親之安全健康兒自知留心請勿遠念並請大人保重玉體兒經國謹稟」:109
4月25日，隨蔣介石離開故里，登艦去上海:190。4月27日，蔣介石對蔣經國說：「這幾年來，因為要想國家自由，民族獨立之希望過切，所以用心過急，使人民遭遇到很大的痛苦。」:1935月6日，蒋经国邀竺可桢共同赴台，竺可桢则劝蒋经国留在大陆，两人不欢而散。5月16日，蔣經國飛離上海，「抵達定海機場」:204。6月1日，函電宋美齡：「……兒於今始由定海公畢返台李大為昨起程來美已托其帶上函稟一件父親安好請勿念兒經國敬稟」:114
10月，中華人民共和國宣告成立:512。為保守大陸上最後一點地盤，蔣氏父子回台席不暇暖，於廣州、台灣、廈門間奔波，連中秋節都是在「華聯號」軍艦上度過:512。10月25日，葉飛兵團挾勝利餘威，向金門發起攻擊，但在搶潮登陸時出現若干超越原來想像之逆勢，潮高浪大，木船失控:512。國軍飛機、艦艇、裝甲戰車一齊出動，使已登上島之解放軍，堅持戰鬥兩晝夜後，終因彈盡糧絕，退回大陸:512。10月26日，蔣經國奉命自台北飛往金門慰勞將士，11時半到達金門上空:259。降落後，乘吉普車逕赴湯恩伯總司令部:259。「復至最前線，在砲火中慰問官兵，遍地屍體，血肉模糊」:259。這是他初次看到戰爭之殘酷場面:512。金門登陸解放軍殲滅:259。11月6日，函電宋美齡：「……父親曾赴阿里山避壽今晚始返台北在高山上之生活其可愉快父親精神亦甚好此間自金門登步島二次戰役得勝以來人心較為安定餘情續稟兒經國敬稟」:130
11月30日，蔣經國隨蔣介石飛成都，入駐中央軍官學校:274。12月8日，行政院召開緊急會議，決議遷都臺北:279。12月10日，侍衛人員對蔣介石說，劉文輝便衣人員已經佈滿軍校大門附近，不如從後門出去:512:59。但是蔣介石卻拒絕他們建議，嚴正地說:59：「我從大門進來的，還是從大門出去」:512。父子倆從軍校大門走出，下午2時，自鳳凰山機場登上美齡號專機升空，經海南島，於下午6時30分抵台北松山機場:512。降落海口機場停留約2小時向薛岳下達作戰命令。年底，蔣經國奉命到西昌去:59。任務完畢，就由西昌飛經海南島，回台灣覆命:59-60。從此告別中國大陸，不曾返回:512。12月23日，函電宋美齡：「……兒自川返台後即患病今已稍愈及日內擬隨父親赴日月潭度聖誕節遙祝康健兒……」:133

### 情治工作
蔣經國在臺灣擔任青年反共救國團主任，歸國防部管轄，實施教學和軍訓；蔣經國還任職革命實踐研究院主任，對黨員政治教育；中國國民黨亦效仿中國共產黨，設立風紀委員會調查貪污，設立小組防止中國共產黨滲透；1950年，中國國民黨在台灣黨員約5萬人，到1952年已增至28萬2,000人:563。

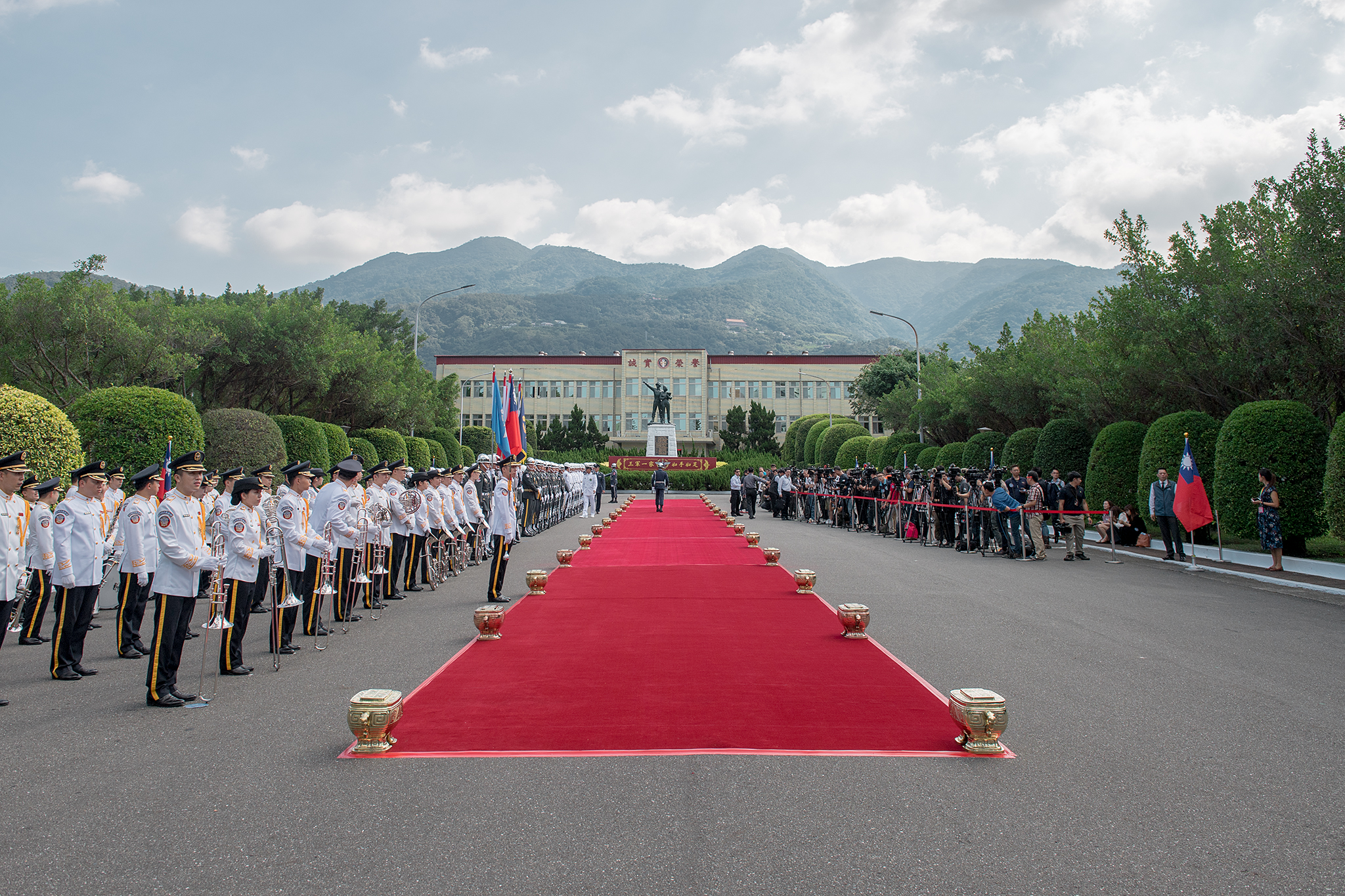
蔣經國在台北創辦的政治工作幹部學校今貌

1950年3月25日:225，蔣介石以蔣經國為國防部總政治部主任:64。依據1954年6月25日中華民國總統府公報登載的同年6月24日總統令，蔣經國卸任政治部主任時，仍是中將軍階。5月1日，國防部政治部改稱為國防部總政治部，組織不變，蔣經國任國防部總政治部主任:225。蔣經國兼任總統府機要室資料組主任，指揮一切黨政軍特務機構，下設保安處，等於取代毛人鳳保密局業務:513-514。
1950年8月，蔣經國兼任中國國民黨幹部訓練委員會主任委員:515。9月，命令總政治部第一組副組長王昇設計建立「政治工作幹部學校」:220。校址選定台北近郊北投之賽馬場:515。10月，中國國民黨七全大會召開，蔣經國當選為中央委員:515。
1950年11月，有鑑於抗戰、內戰時期國民黨之特務系統權責混亂不清，蔣介石遂將抗戰、內戰時期之軍統及中統體系合併改組，成立「政治行動委員會」，並交由蔣經國主導該組織。
1951年11月1日，政工幹校正式開學:220。當時陸軍總司令孫立人主張軍隊國家化，反對政戰制度及以黨領軍，但無法阻止政戰制度的推行:195。1953年4月，蔣介石和蔣經國成功讓當時屬於中國國民黨政學系的吳國楨免去臺灣省政府主席職務，並且吳國楨在遭到撤除黨籍後被迫前往美國:302。9月29日，函電宋美齡：「……今晨抵華盛頓下午晉謁艾總統彼托兒向大人致意詳情面稟兒經國謹稟」:161蔣經國以國防部總政治部主任身分應美國政府之邀，首次訪問美國:267。

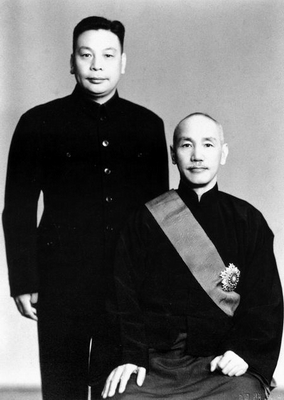
蔣介石（右）與長子蔣經國（左），1954年

1954年6月9日，蔣經國獲頒二等雲麾勳章:267。6月26日，函電宋美齡：「……（一）電諭拜悉自應遵辦（二）孫立人調任參軍長（三）張彝鼎接任政治部主任兒定七月一日移交謹聞恭祝康健兒經國敬稟宥」:173蔣經國開始以蘇聯方式安排政戰官負責監視官兵以及宣傳中國國民黨黨行動，導致曾經就讀美國維吉尼亞軍事學校的孫立人不滿:195。9月6日，函電宋美齡：「……兒被任命為國防會議副秘書長已經正式發表謹聞中秋在即恭賀佳節並祝福體康泰兒經國謹稟陽」:177蔣經國轉任國防會議副秘書長，但蔣介石仍下一道親筆手令：「國防部總政治部的一切任務，仍由蔣經國全權督導。」:88
1955年，蔣經國召開軍事法庭並且指控孫立人涉嫌和美國中央情報局密謀政變，孫立人兵變案爆發:302。這使得蔣介石下令軟禁因為緬甸戰役而大受歡迎的孫立人，並且一直持續到蔣經國逝世為止才結束。
蔣經國還批准特務機關得以任意逮捕民眾並且對囚犯實施酷刑，這使得當時臺灣社會因為秘密警察的種種作為而使得人權長期遭到侵犯:243。

### 救國團主任及退輔會主委

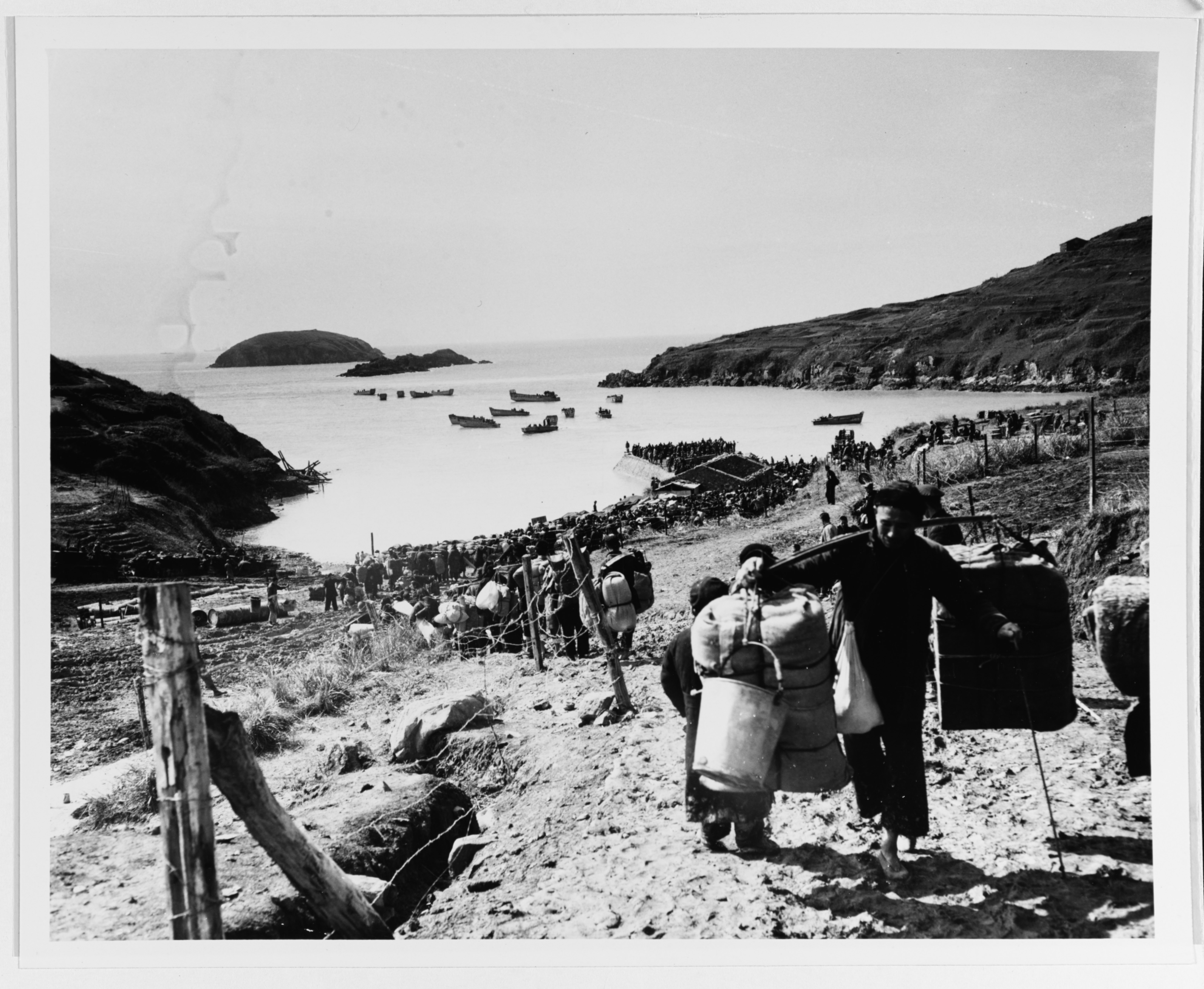
1955年浙江大陳島撤退

1952年10月23日，蔣經國於中國國民黨七屆一中全會當選為中央常務委員會委員:515。10月31日，「中國青年反共救國團」成立，蔣經國並被任命為該團主任:226，主導增加影響教育機構與青年學生:804。
1955年2月，蔣經國受命來到大陳島，執行他擬訂之「金剛計劃」:518。2月10日，大陳島軍民全部轉進台灣，蔣經國是最後一批登上運輸艦離開大陳島:213。8月20日，「孫立人兵變案」調查委員會成立:519。
1956年4月28日，蔣經國就任行政院國軍退除役官兵就業輔導委員會（以下簡稱退輔會）副主任委員兼代主任委員:236。5月4日，蔣經國除負責安排照顧榮譽國民之生活外，在舉辦中橫公路興建籌備會議並決定由退役軍人負責相關興建工程。蔣經國親自率隊踏勘中橫公路線，後因此線地質不佳作罷:111。中橫開工，率工作人員越過中央山脈:267。6月中旬，蔣經國率隊自谷關入山，由西向東，對中橫公路北線作最後一次的勘驗:111。蔣經國任輔導會主任委員期間，蔣介石曾再三囑咐：「你必須好好地照顧退除役官兵，就像照顧自己家人一樣！」
1957年發生「五二四事件」，因美軍雷諾上士槍殺劉自然案，民眾損毀美國使館:162。蔣介石認為事態嚴重，下令撤除衛戍司令黃珍吾、憲兵司令劉煒以及警務處長樂幹職務:162。蔣經國就任退輔會主任委員:268。10月，蔣經國再次當選為中央委員會常務委員:520。1958年7月，任行政院政務委員，「不管部長」:520。

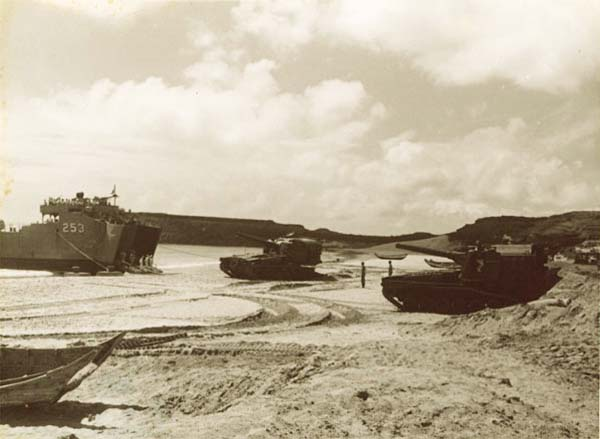
蔣經國監督M55自走炮登陸金門

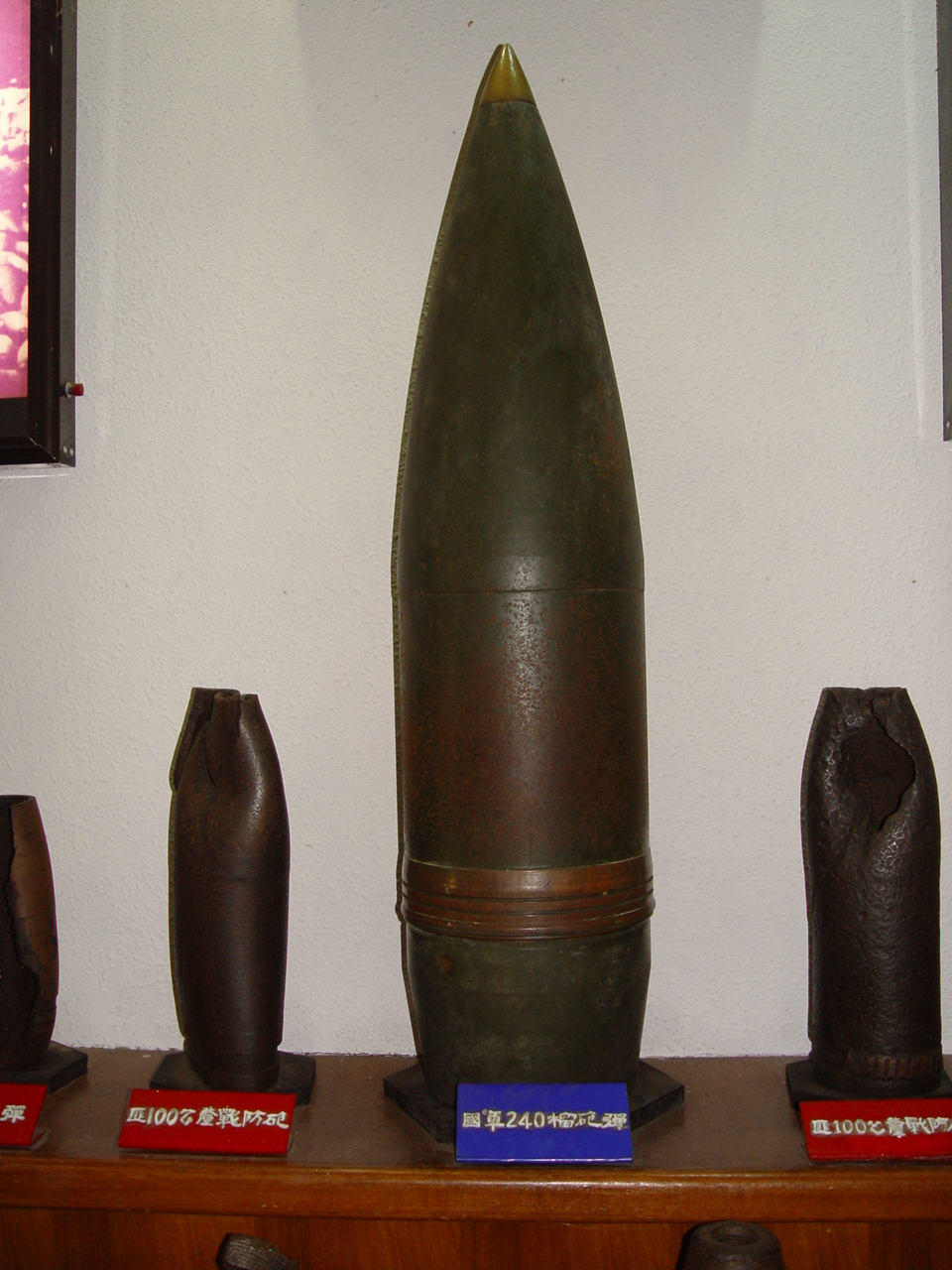
1958年八二三砲戰中國軍使用的最大炮彈

1958年，出任行政院政務委員:268。8月20日，蔣經國下令金門、馬祖島上駐軍向福建沿海炮擊:520。8月23日下午6時30分，解放軍向金門、馬祖兩島發炮還擊:520。起初，「共軍十小時內，發炮彈五萬七千餘發。」:520金門防衛司令部副長官趙家驤、吉星文、章傑重傷身亡:520。在炮火激烈中第五天，蔣經國冒險乘兵艦至金門，帶去犒軍月餅，撫慰軍民之心:520。蔣經國乘坐「一葉」蛙人攻擊舟前往小金門:83。9月，蔣介石命蔣經國副秘書長飛臨金門，轉達重要指示並慰問前線官兵:92。蔣經國一生曾經訪問金門123次，在金門停留過352天:9。
1959年，蔣經國獲頒三等寶鼎勳章；同年召開研討金門作戰之軍事會議:268。
1960年，蔣經國向蔣介石報告退輔會業務；主持中橫通車典禮；視察中橫梨山一帶:268。7月18日，蔣經國晉升成為中華民國陸軍二級上將軍階。蔣經國於12月20日親至中緬邊區視察。
1961年，蔣經國開始針對武陵農場地區實地考察。蔣經國召開中橫公路資源開發長期及中期計畫研討會；再度獲選中央常務委員:268。1962年，蔣經國視察東臺灣土地開發情況:268。

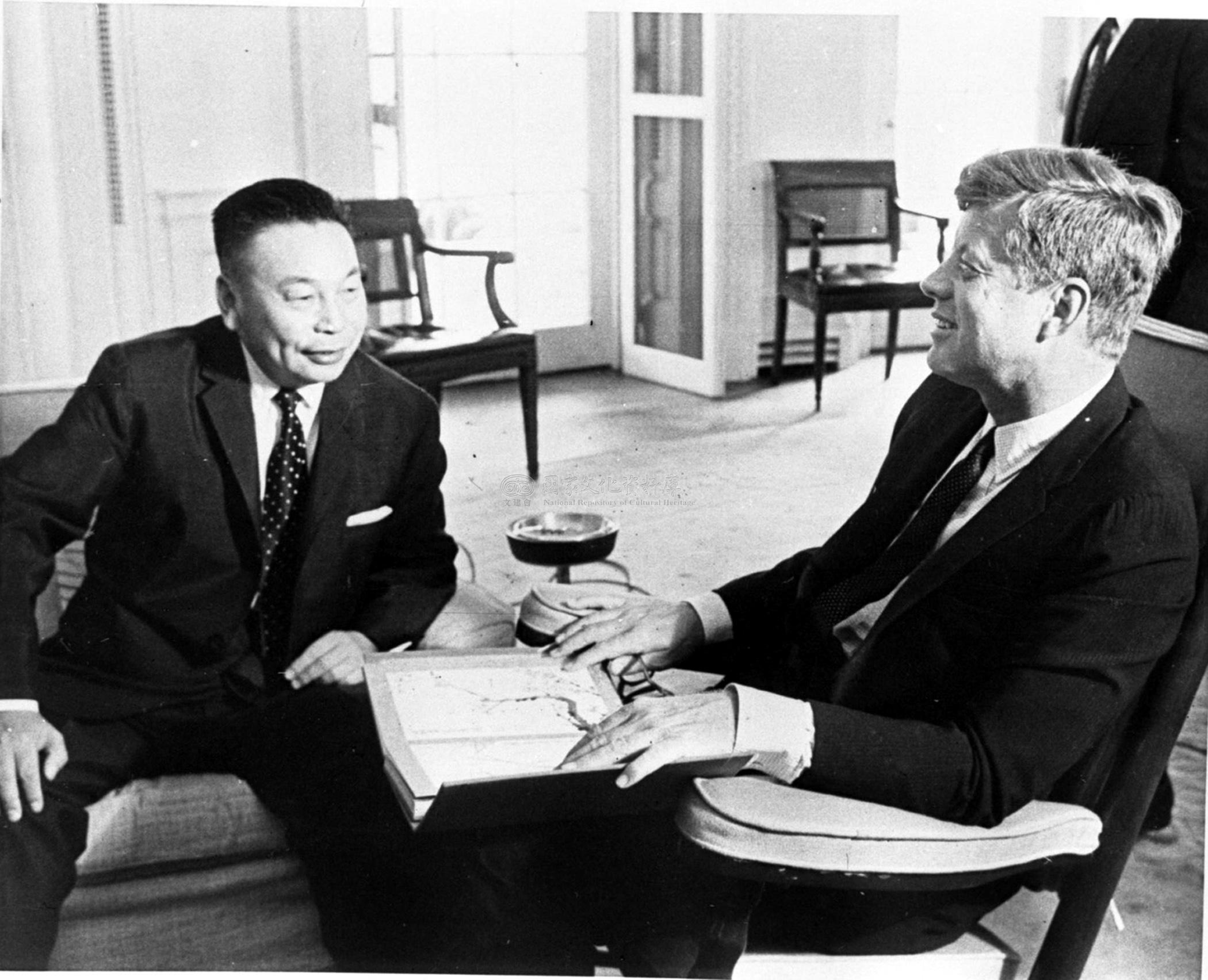
1963年9月11日，蔣經國將軍於白宮會晤美國總統約翰·甘迺迪

1963年，蔣經國主持退輔會各訓練機構業務研討會:268。9月，行政院政務委員蔣經國赴美訪問，會見美國總統甘迺迪，會談雙方共同關切問題:105。蔣經國二度訪美，謀求美國支持、諒解，探索美方底蘊:520。當選中國國民黨中央委員、中央常務委員:268。

### 接任防長
1964年1月13日，俞大維以赴美徹底檢查，治療頸部淋巴線瘤為由，推薦蔣經國任國防部長:521。3月，蔣經國任政務委員兼中華民國國防部副部長:269。俞大維職務由副部長蔣經國代理。4月29日，蔣經國在陸軍總司令部對全體官長講話：「最重要的是潛伏著的問題，不去發現它，不敢發掘它，那才是最重要的問題……因為發現以後，與面子有關、個人的前途有關，因此總把好的一面擺在外邊，把不好的一面掩藏起來，這樣下去，是問題愈來愈多……要有勇氣承認錯誤、改正錯誤。這種精神比衝鋒殺敵還要困難。」:261-2627月1日，蔣經國辭去行政院國軍退除役官兵就業輔導委員會主任委員:269。

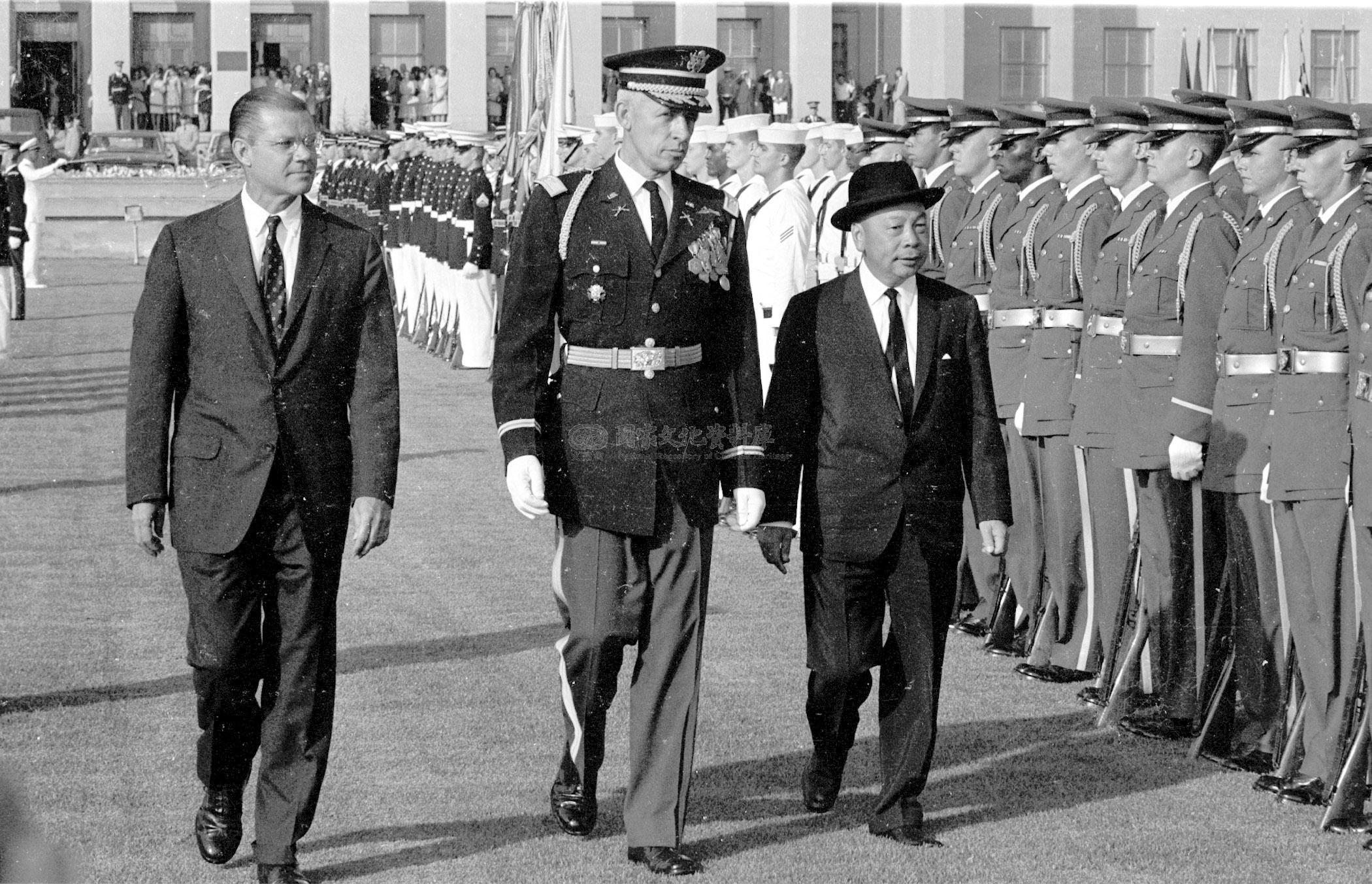
1965年9月23日，國防部長蔣經國（右）訪問五角大廈，美國國防部長勞勃·麥納馬拉（左）陪同檢閱美軍儀隊

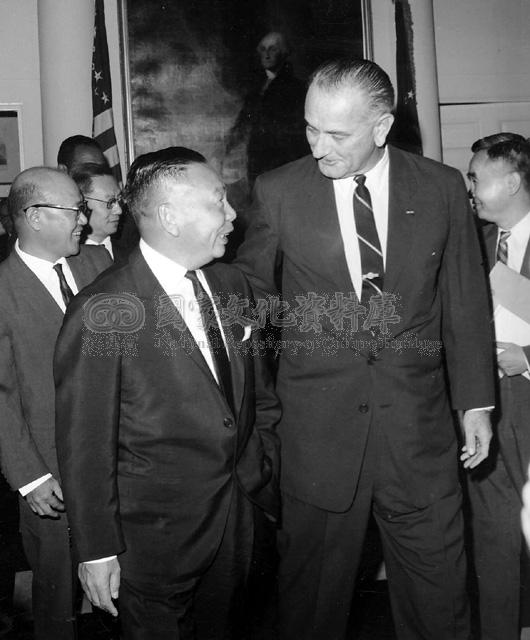
1965年9月23日，國防部長蔣經國在白宮與美國總統林登·詹森舉行會談

1965年1月13日，蔣經國被任命為國防部部長:129。蔣經國獲頒一等雲麾勳章:269。9月，中華民國國防部長蔣經國訪問美國，晉見美國總統林登·詹森討論世局，並與美國國防部長羅伯特·麥克納馬拉發表聯合聲明，決依共同防禦條約密切合作:110。蔣經國三度訪美，參觀中央情報局，向旅美僑胞發表反共講話，駁斥所謂李宗仁歸大陸離間中美關係之「謊言」，在美活動近兩月:521。

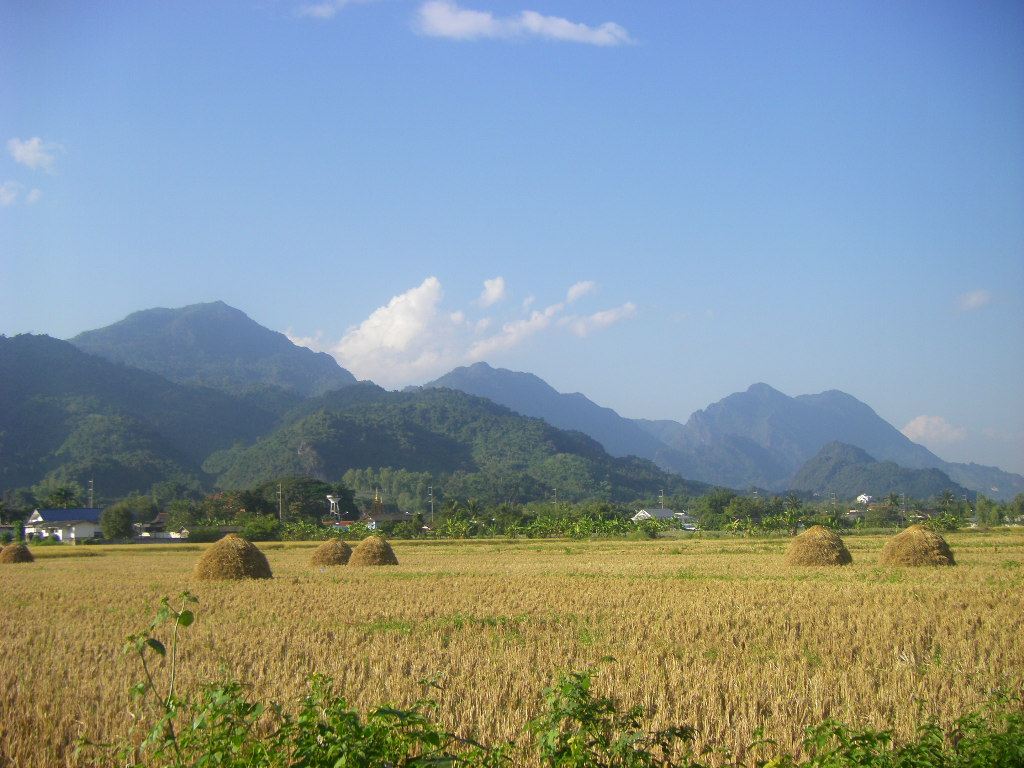
1951-1975年，國軍游擊部隊部署在中緬泰邊境的山區中，從西南牽制中共，蔣經國曾赴邊區視察

1966年1月，蔣經國參加第十二屆軍事會議；連任中常委:269。4月20日，函電宋美齡：「……兒奉父諭於廿四日赴韓作五日之訪問謹聞敬祝安康兒經國謹稟四月二十日」:289蔣經國應邀訪問南韓，與朴正熙總統交換亞洲局勢意見，被朴授予一級樹交勳章:521。
1967年1月，蔣經國完成《風雨中的寧靜》；出任國家安全會議總動員委員會主任委員:269。3月和6月，巡視馬祖列島及金門縣:83。蔣經國連任中常委:269。11月26日，應邀訪問日本:521。11月27日，「以國防部長身分訪日，日皇裕仁接見時表示永不忘懷蔣公寬大德意」:117。
1968年，蔣經國到金門過春節；巡視馬祖:269，8月1日，蔣經國則以中華民國陸軍二級上將軍階正式退伍，直到1969年後才卸下中華民國國防部長職位，改由黃繼任之。
1969年，蔣經國訪韓，與韓國總統朴正熙、韓國總理丁一權會談，並發表聲明:269。蔣經國再度訪問南韓，代表國府贈勳南韓七高級將領:521。3月30日，四度訪美，代表其父參加艾森豪威爾喪禮；3月31日會見尼克松:521。5月14日，以總統特使身份，飛往泰國謁見國王蒲美蓬·阿杜德，並與國務院長他儂·吉滴卡宗商討亞太地區七全及雙方合作問題:521。

### 執掌政院

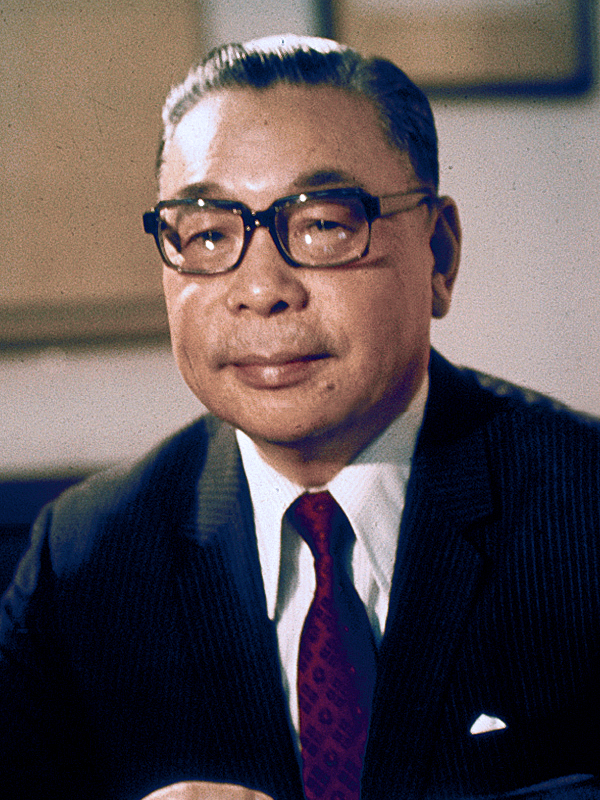
行政院長時期官方肖像，藏於行政院珍貴史料展示室

1969年6月25日，行政院發表一份人事命令，副總統嚴家淦兼任行政院長:266，蔣經國被任命為行政院副院長兼行政院國際經濟合作發展委員主任委員:129。7月1日，蔣經國宣誓就任行政院副院長:522。7月31日，行政院設立財政經濟金融會報，由蔣經國副院長主持，8月4日，蔣經國兼任行政院經濟合作發展委員會主任委員:266。9月15日，蔣介石主持第十四屆國家軍事會議，蔣經國也每天參加:269。

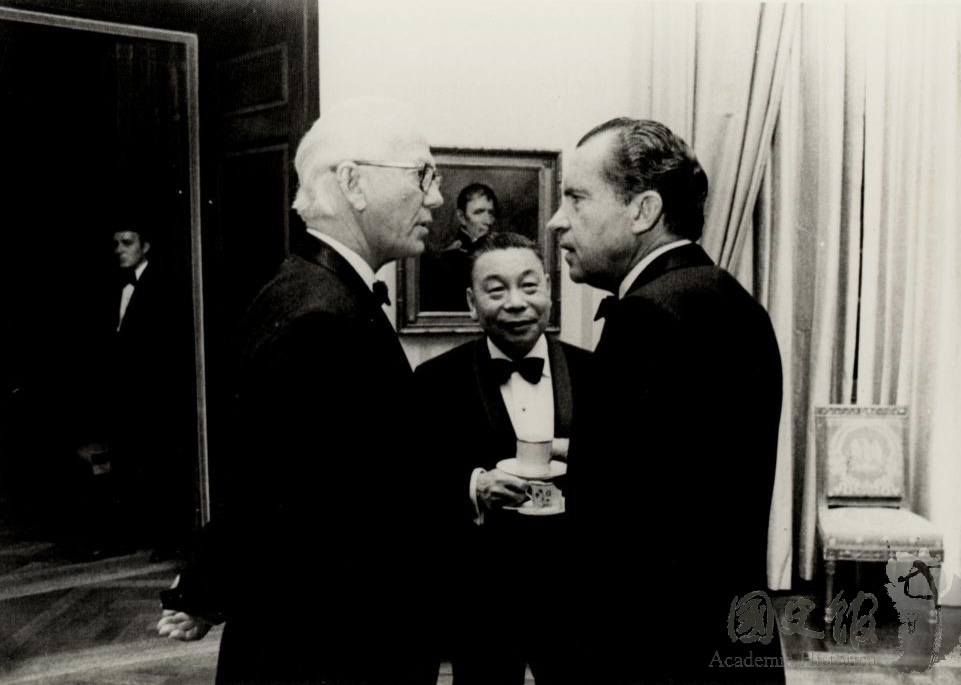
1970年4月20日，行政院副院長蔣經國訪美時與美國總統理查·尼克森及美國副總統斯皮羅·安格紐會談

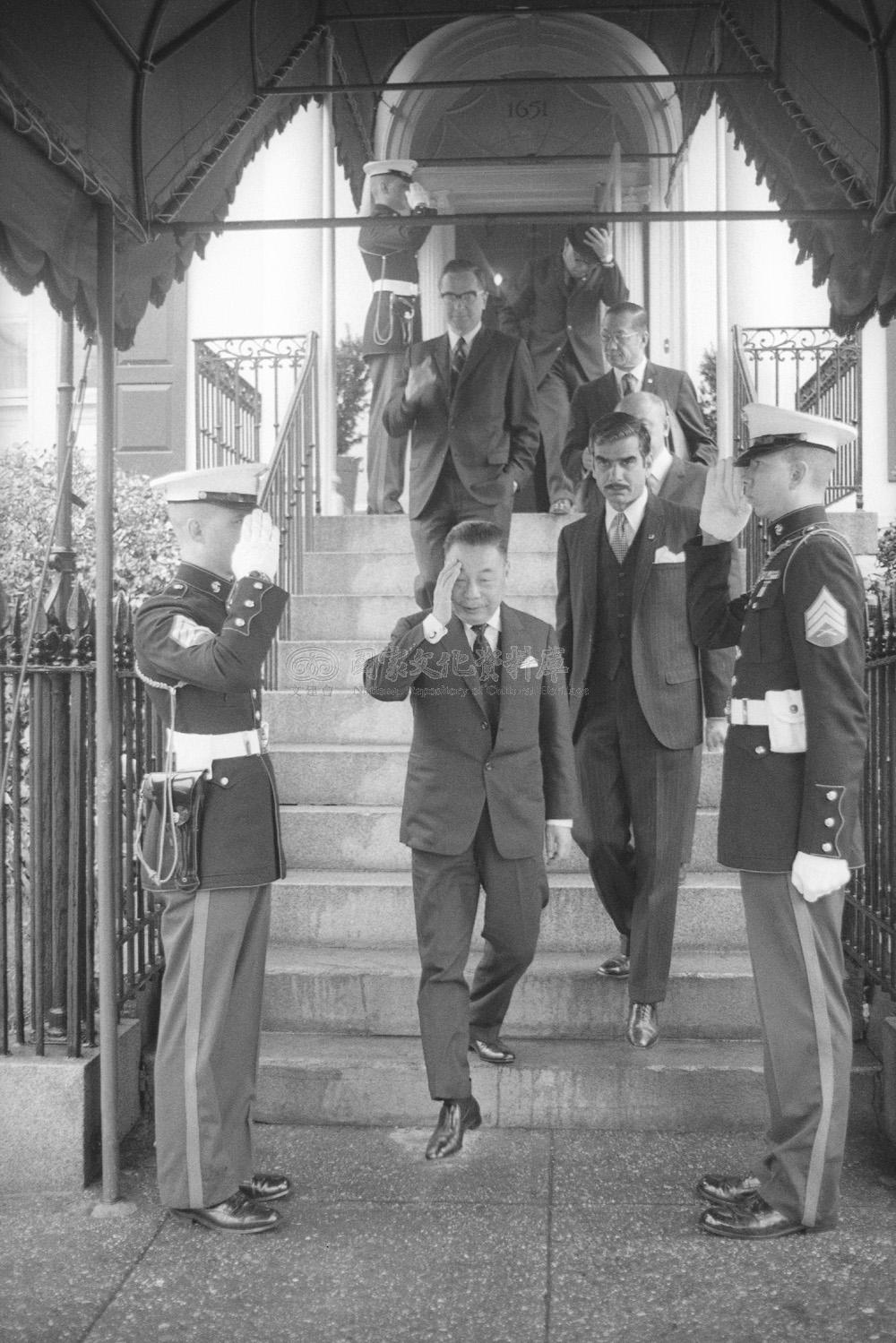
1970年4月20日，行政院副院長蔣經國(前排中敬禮者)訪問美國行程一景，蔣副院長正步下台階，和敬禮的美國海軍陸戰隊衛兵回禮

1970年，連任中央常務委員:270。蔣經國繼而應美國國務卿迪安·腊斯克之邀請，第五次訪問美國:270。4月18日，以行政院副院長身份動身，在華府與美國總統理查·尼克森會談:257。4月22日，蔣經國和基辛格舉行第一次單獨密談:522。4月24日，美國國務院發表聲明，蔣經國華盛頓之行，曾商討共同安全事項:171。4月25日12時10分，蔣經國在紐約時，臺獨留學生黃文雄和鄭自才企圖開槍刺殺未遂。台灣獲訊時正值深夜，蔣方良立即打電話到紐約，慰問蔣經國，並說等他回來時，一定要讓她上機場接；果然，蔣方良在松山機場當着大家面，與蔣經國擁抱接吻；「時間至少長達二十秒」；同時，國際機場出現萬人以上歡迎場面:522。蔣經國經由紐約，在舊金山與美軍太平洋司令部總司令小約翰·麥肯晤談:257。蔣經國在返台途中，在東京拜會日本首相佐藤榮作，討論世局:522。5月1日，經由東京回國:270。回台後，在立法院舉行秘密院院會，報告訪美經過:522。三天後，5月11日，又抵南越訪問，與阮文紹、陳善謙就中南半島局勢交換意見:522-523。1971年，蔣經國發表詩作《在每一分鐘的時光中》:270。

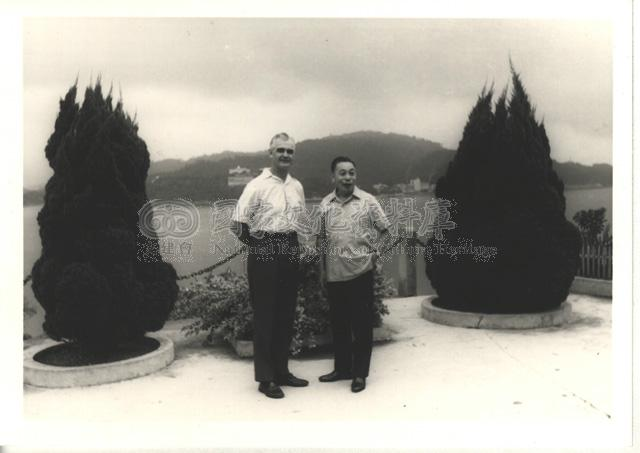
1970年7月17日，行政院副院長蔣經國（右）偕同美國陸軍參謀長魏摩蘭上將（左）巡遊日月潭

1972年，蔣經國連任中央常務委員:270。2月9日，在成功嶺，對集訓大專青年，以「挑起重擔，步步向前」為題目演講，鼓勵他們要為前途奮鬥:307。2月20日，第一屆國民大會第五次會議召開，有1,183位國民大會代表聯名籲請蔣介石任命蔣經國為行政院長:272。3月6日，中國國民黨召開第十屆三中全會，蔣經國等21人當選為中央常務委員。5月17日，中國國民黨中央委員會中央常務委員會作出決議。5月26日，立法院行使同意權，出席委員408名當中，蔣經國獲得381票，為歷屆行政院院長得票最高者:820。蔣經國得票率百分之93.38，擔任行政院長:523。6月1日，蔣經國首次召開院務會議，對與會人員從事行政工作，提出「平凡」、「平淡」、「平實」六字:523。

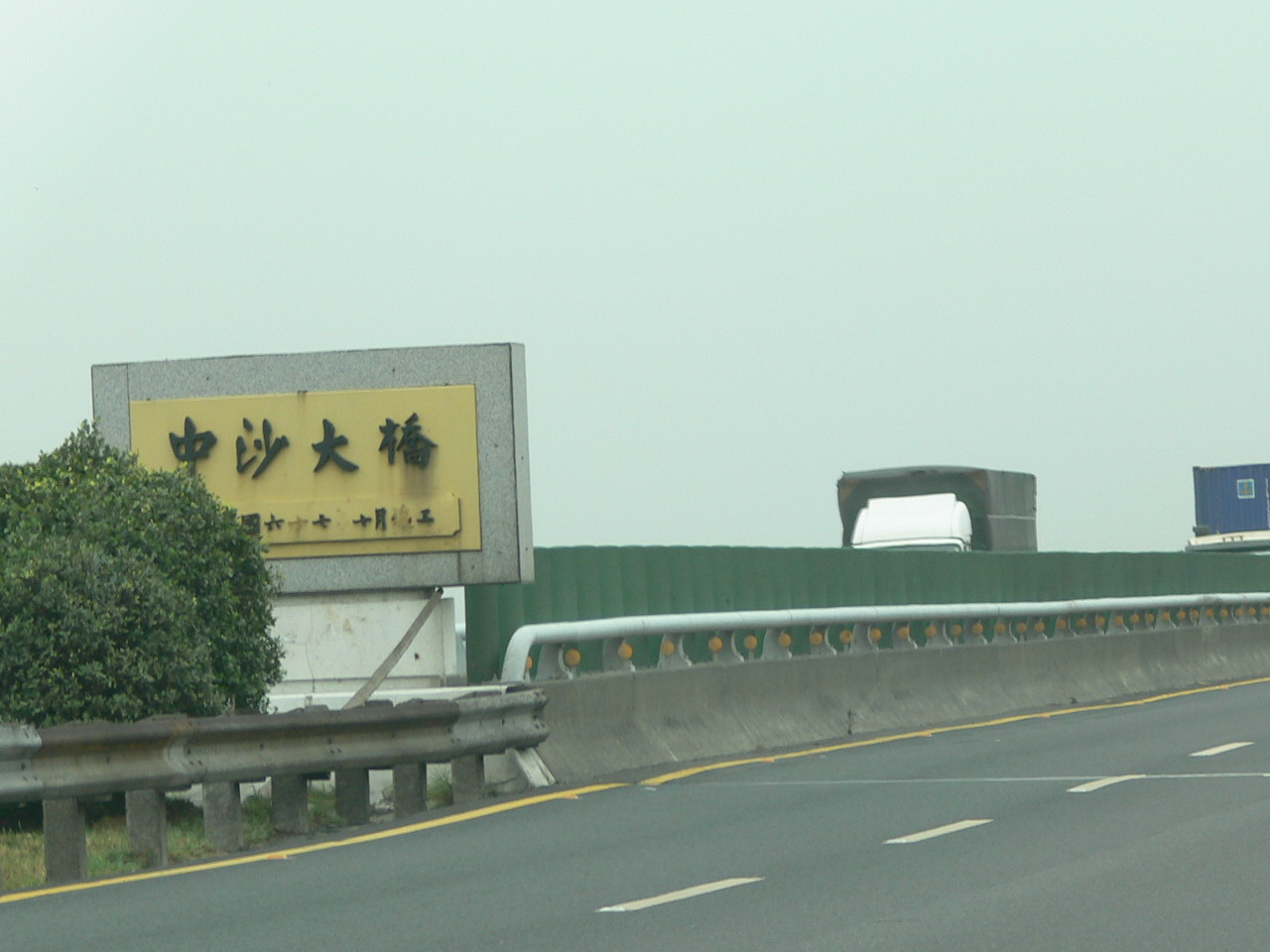
1973年起進行十大建設，南北高速公路其中一段中沙大橋

1972年6月8日，在行政院會中，蔣經國提出「十項行政革新」，要求全國各級行政人員切實遵守:179。

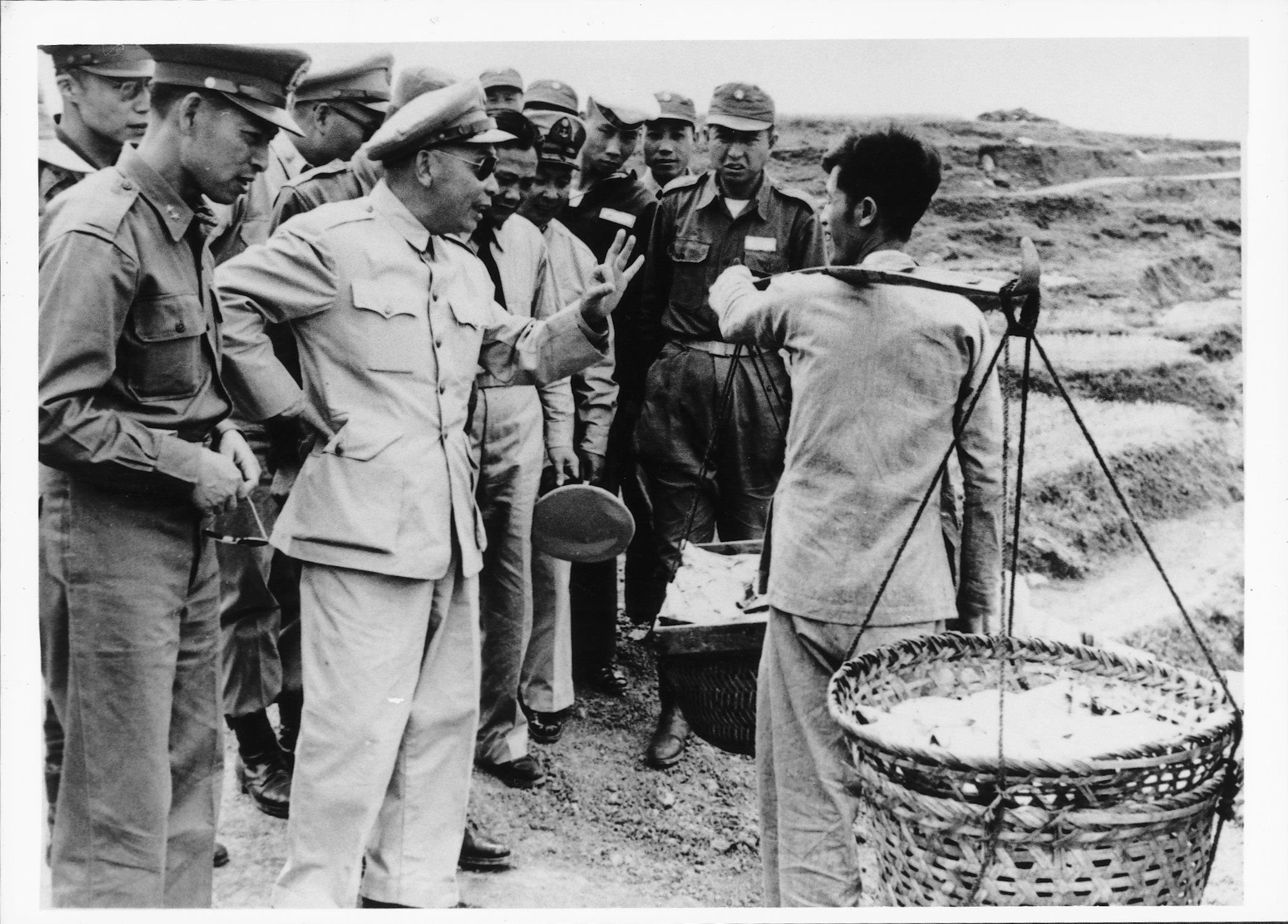
蔣經國與挑著扁擔的地方居民交談

1972年9月27日，蔣經國宣布「加速農村建設重要措施」:147-148。自1979年至1982年，又執行「提高農民所得加強農村建設方案」：根據行政院主計處調查報告，台灣地區平均每戶農家所得自1979年157,797元，提高為219,696元，增加率達39.2%，極具成效:148。自1982年起，又推動「加強基層建設提高農民所得方案」，以及「改善農業結構提高農民所得方案」，均對農業發展及農村建設影響深遠：總計自1973年至1987年底，政府用於農業發展與農村建設經費將近1000億元新台幣，平均每年農業產值增加150億元；另外糧食平準基金也補貼約650億元:148-149。
1973年1月27日，頒佈《穩定當前經濟措施方案》，限制石油供應及用電:363-364。在馬祖前線慶祝春節；辭去救國團主任:270。11月12日，中國國民黨第十屆四中全會第一次大會行政工作報告，發表5年內將完成9項國家重要建設:277。9項建設是：南北高速公路、台中港、北迴鐵路、蘇澳港、石化工業（中國石油公司高雄煉油總廠）、大製鋼廠（中國鋼鐵公司煉鋼廠）、大造船廠（中國造船公司高雄總廠）、鐵路電氣化和桃園中正國際機場建設:823。後來加上原子能發電廠建設，而稱為十大建設:277。
1974年1月26日，行政院會議，蔣經國決定《關於安定目前經濟措施方案》，並同日開始實施:824。在立法院施政報告，表示將實行「四大公開」原則:270。
在國際壓力和臺灣國防戰略易攻為守，及泰國和中共擬議建交下，蔣經國指示裁撤「光武部隊」，時為1975年6月。至此國軍在滇緬邊區最後一股武力正式裁撤。

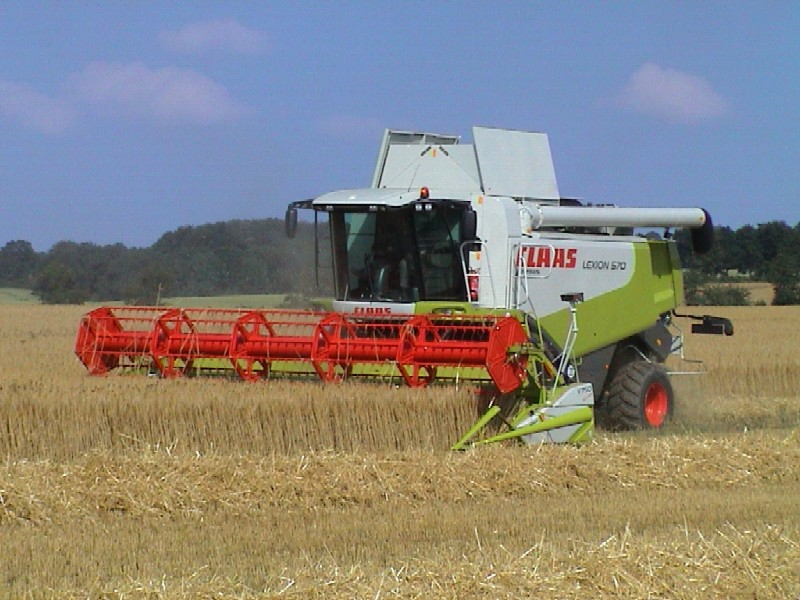
1977年起進行十二項建設，促進農業機械化

1976年4月6日，蔣經國在行政院院會上表示六年經濟建設計劃的目的在於完成十大建設並且推動其他相關建設，同時認為政府應該強化各部門之間的合作以促進經濟建設與社會建設穩定發展。蔣經國視察台灣國際造船公司高雄總廠及第一核能發電廠:271。1977年，在行政院會報告十大建設完工後，繼續推動十二項建設:271。
1976年9月16日，在美國為主的擁核國家壓力下，蔣經國公開發表「中華民國沒有製造核子武器之意圖」的聲明。

### 繼任黨魁
1975年4月5日晚上11時50分，蔣介石逝世:524。4月6日，秦孝儀遂請蔣經國以行政院長身份在3月29日乃父所留下來之遺囑上簽名；蔣經國立刻向中央常務委員會，以從政黨員身份，提出行政院長職務之辭呈，但中常會一致決定予以慰留:298。蔣經國處理治喪有關事宜，請示宋美齡後，決定暫厝蔣介石之靈柩於慈湖陵寢，「以待來日光復大陸，再奉安於南京紫金山，以達成  父親之心願。」:24月28日中國國民黨第十屆中央委員會召開臨時全體委員會議，設立中央委員會主席一人並為中央常務委員會主席，綜攬黨務，並推舉蔣經國為中央委員會主席:281:42-43，決議保留黨章總裁一章:518，規定黨總裁之名義，永遠保留給蔣介石，他人不得再用，如同「總理」之名義永遠保留給孫中山一樣:525。獲頒一等卿雲勳章:271。
1976年11月13日，中國國民黨第十一屆全國代表大會追認「保留總裁一職」、「中央委員會設主席」兩案；11月15日十一全會通過黨章修正，黨設主席一人，綜攬全黨黨務，並於11月16日推舉蔣經國為中國國民黨主席，蔣經國從此領導中心穩固。
1988年1月，美國間諜張憲義上校向美方洩漏中華民國發展核武器的文件後，逃到美國1月15日，美國會同國際原子能總署到中山科學研究院核研所突擊檢查，並要求核研所拆除與發展核武有關的所有設施。

## 總統任期

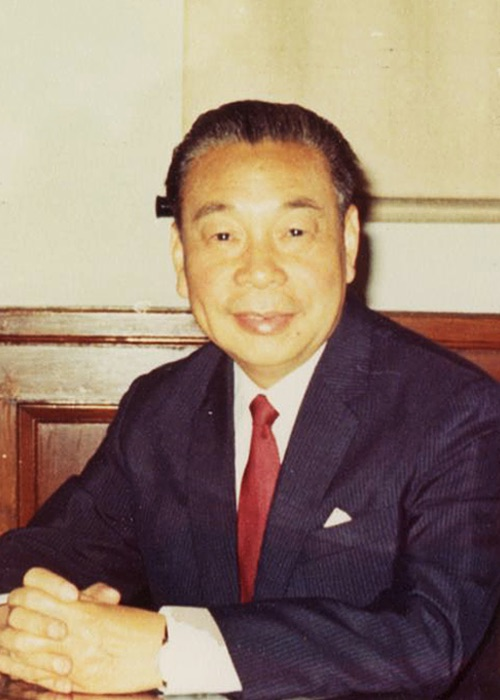
中華民國總統府官方肖像，為晚年蔣經國

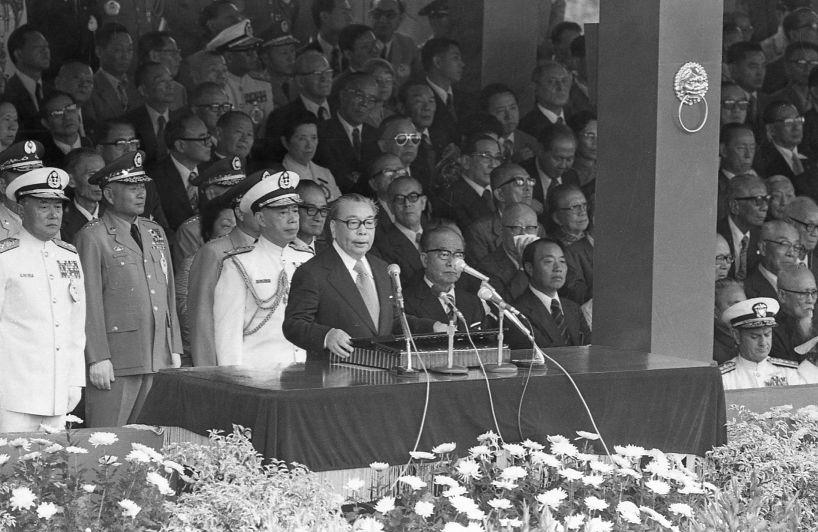
蔣經國親自校閱1978年國慶閱兵大典

1978年1月7日，中國國民黨第十二屆二中全會第三次大會召開，決議要推薦蔣經國行政院長為第6任中華民國總統候選人:283。黨內提名那天，蔣經國回避到金門:525。獲頒青天白日勳章:271。3月，蔣經國當選總統，5月就職:271。5月20日，在台北國父紀念館宣誓就任總統:525。經濟部長孫運璿得到蔣介石和蔣經國知遇，出任行政院長:269。

### 內政

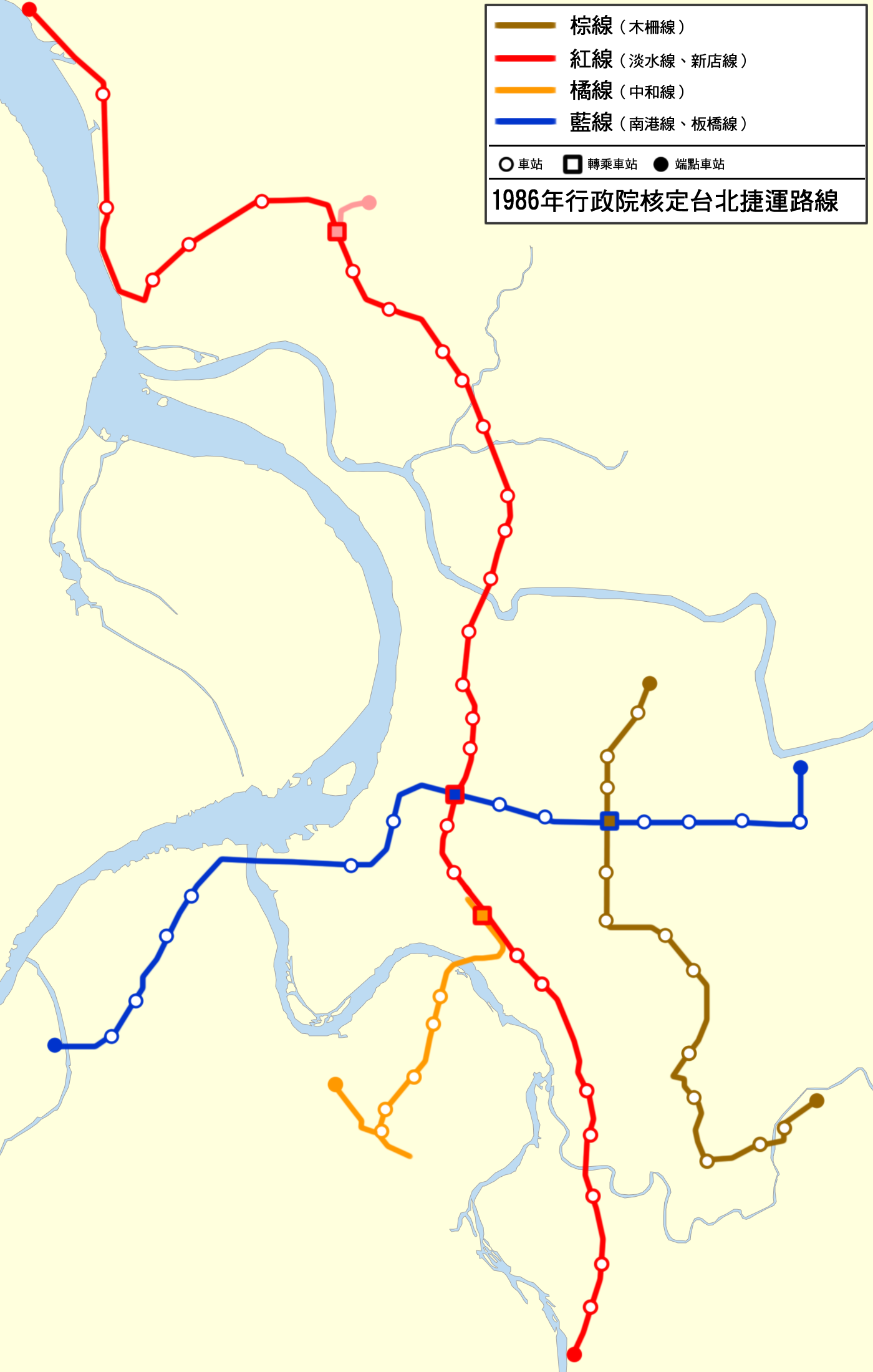
1986年俞國華內閣核定的台北捷運初期路網（十四項建設之一）

1980年，蔣經國發表《難忘的一年》；召開國家安全會議特別會議；在中央常會決定今後努力方向：政治民主、經濟繁榮、民主均富、國防鞏固和教育發達:272。1981年，蔣經國連任中國國民黨主席:272。
由於蔣經國處置得當，台灣的建設不僅未因美國斷交受挫，反而力量急劇增強，對外貿易在1984年躍居世界第15位。
在面對國際社會、中國大陸以及臺灣本土化之壓力下，蔣經國也開始意識到只有持續發展經濟、落實政治民主並且建立更加開放的社會，中華民國政府才能夠在臺灣得以繼續維持。之後蔣經國更進一步推動政治民主化並且確立反共與「革新保台」路線，其中蔣經國除了任用更多臺籍人士進入中華民國政府高層外，同時還調離當時國防部總政治作戰部主任王昇擔任巴拉圭大使。
早在蔣經國甫任行政院長時，他就建議台籍謝東閔任臺灣省政府主席、張豐緒為台北市市長，展現出民主革新的作風:560。
為改善臺灣警備總司令部形象，蔣經國晉升台灣籍將領陳守山出任臺灣警備總司令部總司令，並晉升陸軍二級上將，成為「軍隊本土化」政策之先例。
1984年3月21日，蔣經國當選為第7任總統，李登輝為副總統:525。5月，蔣經國上任總統，表明「國家利益第一，民眾福祉為先」一貫方針；主持中國國民黨建黨九十週年大會:273。
蔣經國於1978年接任總統後，將特務系統交由王昇負責。1983年，因蔣經國有意將特務系統交由蔣孝武負責，故將王昇外派至巴拉圭，調離權力中心。由於整個戒嚴時期之特務系統都由蔣經國及其下屬掌控，因此當1984年，劉宜良在美國遭殺害時（史稱「江南案」），引起美國政府的極大不滿。經美國聯邦調查局調查，證據直指國民黨特務系統，故美國政府遂認為此事必定與蔣經國有關，並非偶發事件，故要求台灣方面必須有所處置，否則將動搖台美關係。11月12日，蔣經國先是下令執行一清專案的掃黑行動並且逮捕將參與江南案的竹聯幫人士陳啟禮以及吳敦，1985年1月10日又下令逮捕涉嫌參與的國防部情報局局長汪希苓、副局長胡儀敏和第三處副處長陳虎門。而江南案發生時，特務系統名義上由蔣孝武負責，蔣孝武因此遭蔣經國外放，一定程度上影響了蔣經國的接班布局。

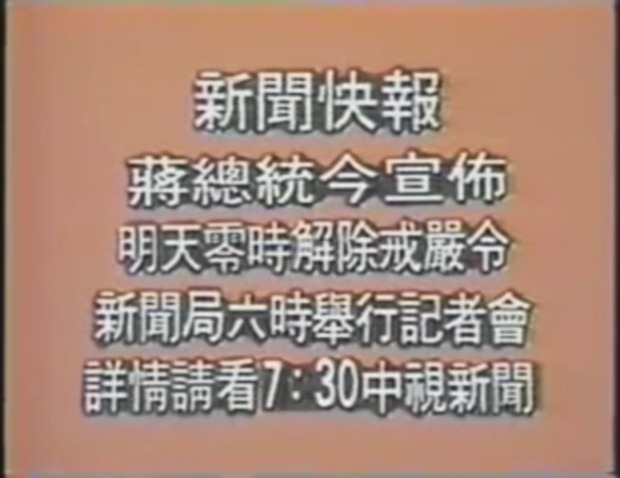
1987年前總統蔣經國發布解嚴令於中視的電視字卡上用以通知各級單位

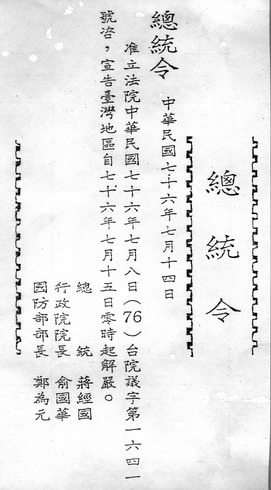
1987年7月14日總統令，台灣地區自1987年7月15日零时起解嚴

蔣經國晚年對台灣內部政治立場極其寬容，並很有耐心走向民主化道路:290。
1977年，在蔣經國第六任總統選舉之前，曾發生「中壢事件」:68。隨著美國對華政策的轉變與中華民國處境的艱苦，一部分反政府的台籍人士，開始採取公開而激烈的抗爭路線:563。1979年12月，高雄市黨外運動人士發起追求民主政治的美麗島事件，成為20世紀後期臺灣影響深遠的民主示威運動。遊行人士與憲警衝突，並違法毆傷憲警182人，故又稱高雄暴力事件:563。對於中華民國政府軍事審判被逮捕人士以及林宅血案使得黨外運動的訴求廣泛引起注意，對此蔣經國則指示不處死美麗島事件的被告以免激化衝突。之後由於陳文成事件、江南案和十信案等事件發生、黨外運動人士透過發行政論雜誌要求政府全面落實民主政治與言論自由，以及當時美國放棄費迪南德·馬可仕政權而使得1986年2月25日菲律賓人民力量革命成功，這使得蔣經國決定推動解嚴和自由化改革以應國際情勢和解決國內政治民主化要求。
1985年8月15日，蔣經國回答美國《時代》雜誌香港分社主任仙杜拉·波頓訪問時表示：「我身為總統，保護憲法和維護民主法治，就是我的責任。至於將來國家元首一職，由蔣家人士繼任一節，本人從未有此考慮。」:14712月25日，在行憲紀念大會開會典禮上，蔣經國表示：中華民國總統的繼承，是經由憲法選舉而產生，總統家人中不能也不會參加競選，憲法絕不變更，更不會實施軍政府統治:273。
宋楚瑜、紀忠分別接受陶涵訪談時稱，1986年9月28日，民進黨突破黨禁宣佈組黨，蔣經國未強力鎮壓，坐在輪椅上說：「時代在變，環境在變，潮流也在變。」:45410月7日，蔣經國在中華民國總統府與美國《華盛頓郵報》發行人凱瑟琳·葛蘭姆談話時告知對方中華民國即將解除戒嚴並且開放組黨。10月12日他表示：「我以促進民主為職志，希望盡早解除戒嚴令。認同憲法、不作分離運動，若條件符合，允組反共新黨」:565。
1987年2月，蔣經國決定解嚴與開放政治團體活動，推動民主法治之進程:526。5月，下令處理三七事件。7月，又解除港澳觀光禁令，並頒令外滙管制開放措施:526。7月15日上午零時，自1949年5月20日開始實施的台灣地區戒嚴令，經過38年，終於解除，蔣經國說：「解除戒嚴令，是為了促進這個地區的民主化。」:290據其父蔣中正於臺灣擔任總統時的官邸世衛長孔令晟透露，解除戒嚴與民主化的想法可能是源自其父蔣中正用手諭與口信等方式秘密傳達給蔣經國的。

### 外交
1978年3月8日，美國總統吉米·卡特給中共中央主席兼國務院總理華國鋒書信，答應根據「上海公報」，願意「關係正常化」:285。蔣經國說：「不承認尼克森與周恩來所簽訂的所謂上海公報為有效的法律文件。」:285對於美國，蔣經國表示：「美國的友邦，特別是亞洲的自由國家對於美國的信賴感，因而受到很大的打擊。……但這種壓力，並沒沮喪和萎縮我們的士氣。」:28512月15日，台北時近午夜，美國駐台灣大使奉命緊急約見蔣經國:525。宋楚瑜秘書把蔣經國從夢中請起來，他始知美國卡特政府承認中共政權，他憤怒不已，五小時後，召開中常委緊急會議，下令三軍戒備，準備安撫人心:525。蔣經國函電宋美齡：「……頃美大使前來通知美匪定於明年一月一日建交另情續報兒經國跪稟十二月十六日晨三時」:65612月16日10時正，發表聲明，指責美國背信，重申過去「三不」立場:525-526。12月18日，函電宋美齡：「……前電計已呈閱美匪關係一事業於今（十八）日召開已召開三中全會會中一致贊同常會決定及緊急處分令連日以來雖國難當頭幸民心士氣昂揚可用並咸佑作理性的抗爭……敬叩福安兒經國跪稟十二月十八日」:65712月19日，函電宋美齡：「……鑑於美匪關係既成事實必將有大批匪類赴美勢將嚴重影響大人之行動與安全兒經一夜不眠之深思極慮特馳電請示不知大人健康情形是否能考慮回國並候賜示兒經國跪叩福安十二月十九日」:658蔣經國就美國斷交一事發布緊急處分事項:271。
1979年1月5日，函電宋美齡：「……頃奉大人除夕電諭美國今後之下場一定弄巧成拙稍隔時日必將產生極大之反作用大人在國家重大關鍵時刻必有適當措施比兒之所深知者並深信我國家之前程必將重獲光明敬請福安兒經國跪稟元月五日」:32月10日，宋美齡函電蔣經國：「《紐約時報》二月九日報導……我方自動在華府已開始籌備協會接受美方強求之請閱後驚訝不已……幸此問題尚在全參會開會時承可否決之……近日宣稱美已與有默契之謊騙昭然若揭……現在此間情緒友我者及非友我者因其他因素……均在不同程度下傾向於我為挽救誤會負責商討者應公開引咎向政府提出辭呈以謝國人如此彼等即復成民族英雄免友人嗤笑彼輩為曹汝霖章宗祥之流……可預測者即是形成台獨國內借題發揮之暴動騷擾繼之造成之禍害美方推卸責任托詞謂大陸用武力統一者已非中華民國而是台灣國也美對伊朗之保障乃前車之鑒余向來對銖細末事均可採取或容納中外及各方意欲惟對中華民國之存亡大關鍵無可圓融志不可奪即其欲逐余離去亦由之且引以為革命者之殊榮母」:11-13。美國國會通過並由卡特總統簽署之《臺灣關係法》，美國對台灣安全表示重大關切，同年底，美國結束《中美共同防禦條約》:287。
1983年，蔣經國至桃園機場歡迎新加坡總理李光耀:273。1986年，蔣經國接見來訪之新加坡總理李光耀:273。

### 大陸政策

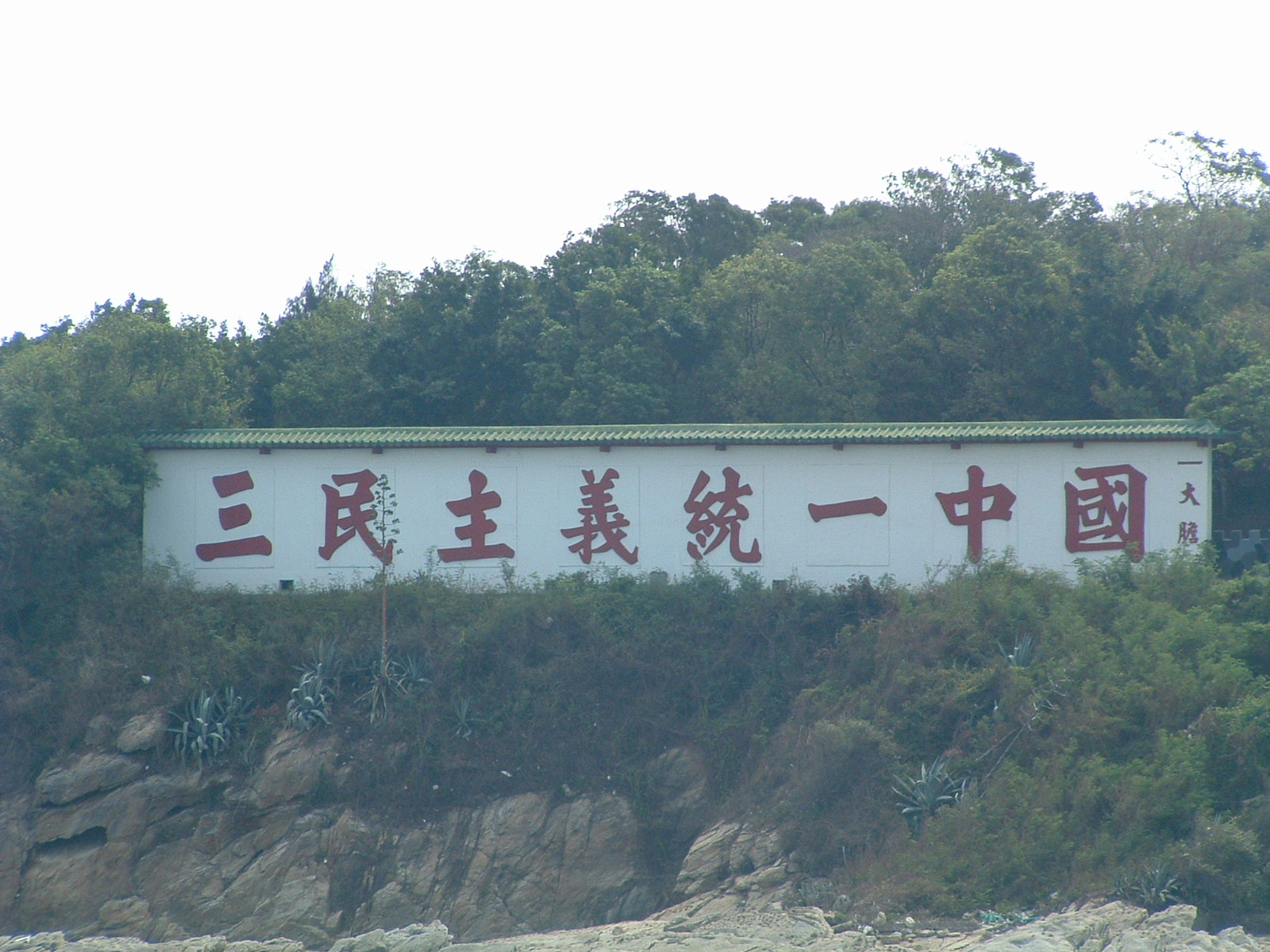
1981年蔣經國提出「貫徹以三民主義統一中國案」

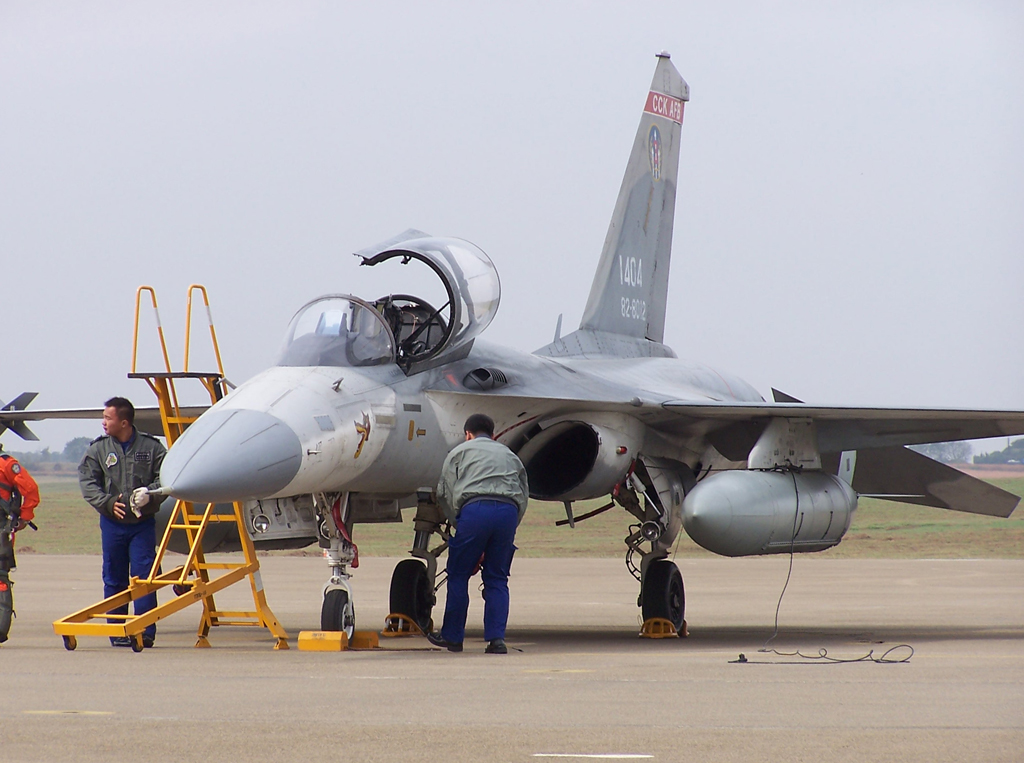
蔣經國在其任內所推動發展的F-CK-1經國號戰鬥機

1978年，蔣經國發表三不政策，親口告訴《紐約時報》記者說：「與中國共產黨接觸（談判），就是自殺行為，我們沒那麼愚蠢。」
1979年，中華人民共和國全國人民代表大會常務委員會發表《告台灣同胞書》，呼吁商讨结束两岸军事对峙状态、并提出两岸三通、扩大两岸的交流。這個呼吁隔天就被蔣經國拒绝，「只有在中國大陸的人民擺脫共產主義時，我們才會坐下來同任何人談判。」1979年12月10日，蔣經國在中國國民黨中央委員會四中全會上表示：「我基於三民主義的憲政體制，絕不改變三民主義建設的規模，必再擴大，光復大陸的努力，決不稍懈。」:272
1982年7月24日，全国人民代表大会常务委员会副委员长廖承志公開致電「經國吾弟」，要求基於雙方私人友誼關係，促成國共第三度合作，如果蔣經國同意，自當「束裝就道」:526。蔣經國對此緘口默言，逕由繼母宋美齡在紐約發表復「承志世侄」公開信，首言「經國主政，負有對我中華民國賡續之職責，故其一再聲言『不接觸、不談判、不妥協』」:526。
1982年11月，王炳章在美國紐約創辦《中國之春》，並組建中國大陸第一個海外民主運動團體“中國民主團結聯盟”。1983年初，蒋派代表密會王，表示愿与大陆民运合作，推翻中共专制，民主统一中国。蒋直接领导一个工作组，負責“战略与策略的制定”﹑“訊息的交流”和“财力支援”等，宋楚瑜曾任該组组长。例如，国府从大陆内部获得的资料显示，有中共国安部的人员渗透到了《中国之春》编辑部，他们就立即将此信息通知後者。再如，倘若大陆民运某一个项目需要财力支援，只要打个招呼，没几天，指定帐号上就会收到“华侨人士”从欧洲、东南亚或南美洲汇来的资金。這種支援一直持續到蔣經國去世。
1983年6月，鄧小平正式提出「一國兩制」政策：「祖國統一後，台灣特別行政區可以有自己的獨立性，可以實行與大陸不同的制度。司法獨立，終審權不須到北京，台灣還可以有自己的軍隊，只是不能構成對大陸的威脅。大陸不派人駐台，不僅軍隊不去，行政人員也不去。台灣的黨、政、軍等系統，都由台灣自己來管。中央政府還要給台灣留出名額。」
1987年7月27日，蔣經國邀請12位地方父老茶敍，表達對各地民眾關懷，並交換意見。在會中，他說：「我在台灣住了四十年，是台灣人，當然也是中國人。」:244蔣經國不止一次對親近的僚屬說：「離開家鄉三四十年的人，沒有人不想家的，這是人情之常。政府對開放民眾赴大陸探視，應樂觀其成。」，並希望大家「超越一切地域、派系、小我利益之上，開闊心胸，把眼光放到大陸。」
1987年10月，蔣經國在接受《亞洲華爾街日報》專訪時，談自由化與中國統一的必然性，他認為：「國家統一是中華民國政府一貫努力以赴的目標。這個目標的達成必須植基於一個重要的前提，即中國大陸必須根除共產主義，實施自由、民主、均富的三民主義制度。唯有如此，國家統一的目標才能實現。至於中共所提『一國兩制』的口號，只是其統戰的另一種騙術，事實上並不發生作用。最近大陸人民要求『一國良制』，不要『一國兩制』，就是對中共口號最好的回應。」
1987年11月2日，宣佈開放大陸探親:526。中華民國紅十字會開始受理臺灣民眾赴中國大陸探親登記，藉此回應中國共產黨過去的統戰作法。隨後又解除「報警」（通報警備總司令部）:526。
1987年，蔣經國生前最後一次接受媒體專訪中說：「共產黨已經在改變，要迎合我們的立場，而不是我們去屈就它而變更立場。」:475-476他相信，在臺灣完成民主化後，將推動中國大陸相同動力，或許數年之內就可見到功效。然而蒋经国先生的设想终究是设想。:18-23。

## 逝世
蔣經國晚年多病，主要是糖尿病日漸惡化引起視網膜模糊、腎臟發炎和雙腿肌肉壞死:437。榮民總醫院診治，他的血糖含量很難接近正常:437。1976年10月2日，收到宋美齡從紐約發來電報：「……唯一方法祗有多休息與不為已甚彥云養病如養虎盼毋可勿視……母九月卅日」:421
1982年2月3日，因糖尿病嚴重，蔣經國做了左眼視網膜手術，他意識到健康出了大問題，隨後，軍事工作完全交給郝柏村負責:416。1983年，蔣經國在榮總作健康檢查:273。1985年8月，蔣經國接受右眼白內障摘除手術（左眼已作過視網膜手術），並裝置人工水晶球:526。1986年4月18日，蔣經國又患了「心房撲動致心律不齊症」（心律不整）而在臺北榮民總醫院裝置人工心律調節器:72。
1988年1月1日，蔣經國坐在輪椅上主持中樞會議:527。1月12日，蔣經國中午在官邸約見李煥，談話兩個多小時:73。1月13日7時30分，在大直官邸起床後突感身體不適，13時55分，大量吐血，15時55分辭世，終年78歲:527。20時8分，在司法院院長林洋港監誓下，由當時擔任中華民國副總統的李登輝依《中華民國憲法》第49條宣誓繼任中華民國總統:73。是晚8時，由副總統李登輝繼任總統，旋即頒發奉行遺囑令和治喪令:527，特派嚴家淦、俞國華、倪文亞、林洋港、孔德成、黃尊秋、張羣、陳立夫、謝東閔、黃少谷、谷鋼、薛岳、沈昌煥、李煥、李璜、王世憲、吳三連、吳伯雄、鄭為元、丁懋時、郝柏村等二十一人为治丧大员。蔣經國在遺囑中提到：

經國受全國國民之付託，相與努力於以三民主義統一中國大業，為共同奮鬥之目標。萬一，余為天年所限，務望我政府與民衆堅守反共復國決策，並望始終一貫積極推行民主憲政建設。全國軍民，在國父三民主義與先總統遺訓指引之下，務須團結一致，奮鬥到底，加速光復大陸，完成以三民主義統一中國之大業，是所切囑。
中華民國七十七年元月五日王家驊敬謹記述
李登輝 俞國華 倪文亞 林洋港 孔德成 黃尊秋 蔣孝勇

李登輝致贈輓聯哀悼：

厚澤豈能忘，四十年汗盡血枯，注斯土斯民始有今日；
遺言猶在耳，億萬人水深火熱，誓一心一德早復中原。

對蔣經國去世，時任中国共产党中央委员会总书记赵紫阳發表談話，其中談到：「蔣經國先生堅持一個中國，反對『台灣獨立』，主張國家統一，表示要向歷史作出交待，並為兩岸關係的緩和作了一定的努力。」

## 影響及評價

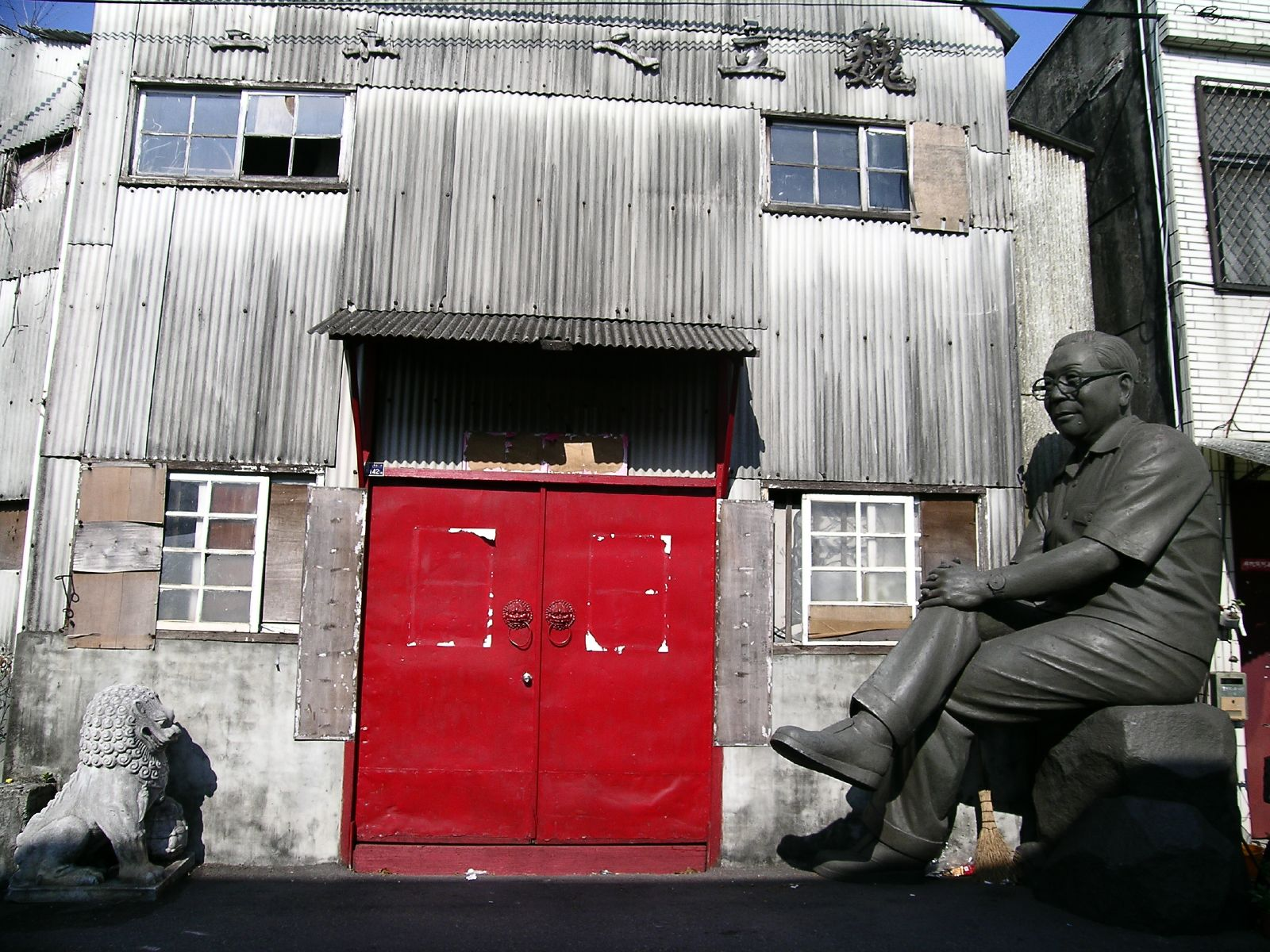
在臺灣民宅旁的蔣經國銅像

蔣經國指揮軍民從大陳島撤退作戰，結果增強政府「對經國先生個人的信賴」:232。在任行政院國軍退除役官兵輔導委員會主任委員期間，組織國軍及退伍弟兄開闢及建設橫貫公路，中央日報則稱贏得「全體國民的稱讚」:239。時間愈遠，「也許更能看得出他的功績里程」:275:308。
蔣經國就任行政院長，權力上層人事結構「年輕化」、「本土化」和「專業化」，具體言之，行政院副院長徐慶鐘、內政部長林金生，交通部長高玉樹、台灣省政府主席謝東閔、台北市長張豐緒是台灣省出身，以後傾向更明顯，所謂「本土化」是要多起用台灣省籍優秀人才:273。蔣經國發表重要建設：南北高速公路、台中港、北迴鐵路、蘇澳港，石化工業、大製鋼廠、大造船廠、鐵路電氣化、中正國際機場和原子能發電廠等:277。
蔣經國解除戒嚴令，是為促進台灣地區民主化:290。但這並不是他單方面所施予台灣人民的恩澤，而是在美國的催逼壓力，台灣民間社會運動與民主呼聲的高漲，以及民進黨成立後凝聚強大的民意力量要求下的決定。 而宣布解嚴也不全然代表台灣就此成為民主國家，因為在宣布解嚴後，包括國民大會，立法院與監察院裡仍絕大多數被已經擔任超過40年，來自中國大陸的代表所控制，中國國民黨依舊佔有絕對優勢，在野黨僅能參與十分有限的所謂增額名額的選舉。同時，包括總統仍未開放普選，台灣省省長，台北市市長與高雄市市長全都仍由中央指派，也就是"空有解嚴之名而無民主之實"。蔣經國政府宣布向中國大陸開放，「准許回大陸探親」:291。
民進黨少數政治人物很尊敬「經國先生的偉大」:291。例如前立法委員、台北縣縣長尤清表示，事實上蔣經國先生對台灣頁獻厥功至偉，尤以任內最後幾年，蔣經國先生大是大非，卓見與胸襟開明民主，加速國內民主，在經濟及政治上貢獻不小，如今蔣家主動歸還縣產，更令他感佩。但這並不是大部分民進黨與其支持者的看法。
1985年，蔣經國曾聲稱家人「不能也不會」競選下一任總統，也「不能也不會」以實施軍政府的方式來統治國家:523-524。輿論認為蔣經國的聲明「顯示了他肅清陰霾，穩定政局的決心。」。
高玉樹認為，蔣經國必須對台灣1950年代初期的殘酷鎮壓負責:222。
美國中央情報局報告指出，「高壓活動」明顯增加，引起台灣「民心轉為反對政府」:229-230。
王作榮在自傳《壯志未酬》指出，「在1950年至1960年代，可說是政府的高壓威權時代，而主控這一段時期權力的便是經國先生，這可說是人盡皆知的事。……遷台早期，簡直是恐怖統治，以後雖稍放鬆，仍是絕對威權統治，毫無民主氣息。而且為求將來能繼承大位，不著痕跡地、但無情地、不擇手段地整肅對自己有妨礙者，甚至一再用冤獄羅織入罪，所以我對他的印象不佳。」:362-363
蔣經國關心民眾生活及走訪台灣各鄉鎮，成為台灣政治人物下鄉走訪與親民活動始祖，常被後來政治人物摹仿，拉近與民眾距離。「走遍台灣，民眾吃的他都吃」:314。「跟老百姓吃一樣的東西，穿夾克，不結領帶」:315。同時要求公務人員養成簡約習慣，如結婚宴不逾十桌、平日宴客五菜一湯（梅花餐）等。

## 家庭

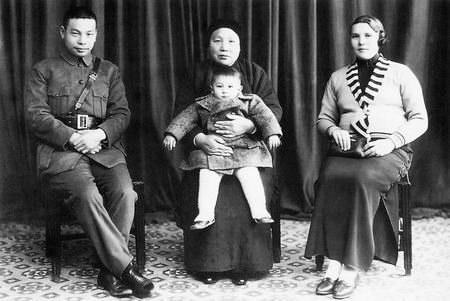
1937年11月，蔣經國與母親毛福梅、妻子蔣方良以及當年2歲的長子蔣孝文合影於南昌

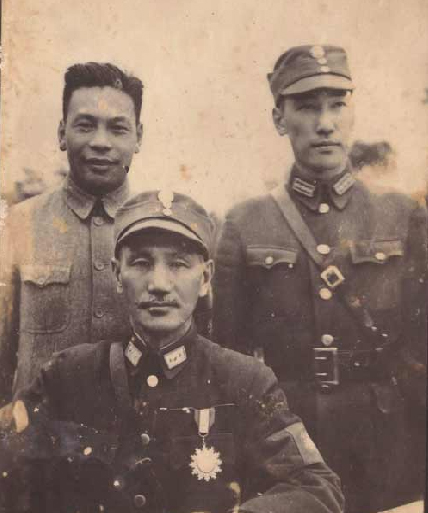
蔣介石與兩名兒子蔣經國（後左）和蔣緯國（後右）

蔣經國在蘇聯斯維爾德洛夫斯克和出生於聖彼得堡的法伊娜·伊帕奇耶夫娜·瓦赫列娃結識。1935年3月15日，兩人正式結婚。同年12月，生下長子愛倫，後蔣介石賜名蔣孝文；1937年2月，再生一長女，小名愛理，後名蔣孝章:495。之後回到中國以後，法伊娜·瓦赫列娃便改名為蔣方良。1945年，蔣方良在重慶生下蔣孝武，又於1948年在上海生下蔣孝勇。
1940年在江西赣州结识章亞若，二人私通。章是南昌高等法院法官唐英剛遺孀:501。1941年7月，章對郭礼伯說懷了他的孩子，但郭無法確信。章先被安置管圖書資料，後入訓練班學習:501。章亞若懷孕後，被安置到桂林去住:501。蔣經國兩個心腹學生怕此事泄露影響蔣經國聲望，路過桂林時想殺害她，被徐君虎（蔣經國老同學，贛南專員公署秘書主任）制止:501。1942年3月，章在廣西省立桂林醫院生孝嚴、孝慈。章在8月15日遇害或病死，葬於桂林瑤山:501。遺下孿生兄弟——章孝嚴、章孝慈（跟母姓），送回章亞若老家江西新建縣，由章亞若母親撫養:501。後章母帶着兩個孩子逃難到貴州章亞若妹處，再後蔣經國托咐王昇撫養:501。
章孝嚴曾任台灣外交部北美司司長、外交部次長；章孝慈曾任東吳大學法學院院長:501。而章孝嚴之子蔣萬安，在2022年當選臺北市市長。然而蒋经国在日記中稱二子為其去世的好友王继春与章亚若的私生子。2005年3月，章孝嚴改名「蔣孝嚴」，蒋家反應低調，不過蔣方智怡在節目中曾表示「蠻失望的」。蔣經國在世時，對此事並無交代。
蔣經國家中還長年照顧一位義子邱明山，傳蔣中正曾起名「蔣孝濱」。
蔣經國先後把與蔣方良生下之兒女送往國外留學，其中蔣孝章、蔣孝武都在美國結婚。蔣孝文、蔣孝武、蔣孝勇先後在1989年、1991年、1996年時病逝於臺北榮民總醫院。2004年，蔣方良亦於臺北榮民總醫院病逝。1994年，章孝慈在前往北京訪問時中風昏迷，1996年在台北過世。目前蔣經國仍然在世的子女只剩二人：蔣孝嚴為中國國民黨的重要成員；蔣孝章與兒孫一起定居美國。
| \| \| \| \| \| \| \| \| \| \| \| \| \| \| \| \| \| \| \| \| 高祖父：蔣祈增 \| \| \| \| \| \| \| \| \| \| \| \| \| \| \| \| \| \| \| \| \| \| \| \| \| \| \| \| \| \| \| \| \| \| \| \| \| \| \| \| \| \| \| \| \| \| \| \| \| \| \| \| \| \| 曾祖父：蔣斯千（1814－1894） \| \| \| \| \| \| \| \| \| \| \| \| \| \| \| \| \| \| \| \| \| \| \| \| \| \| \| \| \| \| \| \| \| \| \| \| \| \| \| \| \| \| \| \| \| \| \| \| \| \| \| \| \| \| 祖父：蔣肇聰（1842－1895） \| \| \| \| \| \| \| \| \| \| \| \| \| \| \| \| \| \| \| \| \| \| \| \| \| \| \| \| \| \| \| \| \| \| \| \| \| \| \| \| \| \| \| \| \| \| \| \| \| \| \| \| \| \| 父親：蔣中正（1887－1975） \| \| \| \| \| \| \| \| \| \| \| \| \| \| \| \| \| \| \| \| \| \| \| \| \| \| \| \| \| \| \| \| \| \| \| \| \| \| \| \| \| \| \| \| \| \| \| \| \| \| \| \| \| \| 外高祖父：王毓慶 \| \| \| \| \| \| \| \| \| \| \| \| \| \| \| \| \| \| \| \| \| \| \| \| \| \| \| \| \| \| \| \| \| \| \| \| \| \| \| \| \| \| \| \| \| \| \| \| \| \| \| \| \| \| 外曾祖父：王有則（1820－1882） \| \| \| \| \| \| \| \| \| \| \| \| \| \| \| \| \| \| \| \| \| \| \| \| \| \| \| \| \| \| \| \| \| \| \| \| \| \| \| \| \| \| \| \| \| \| \| \| \| \| \| \| \| \| 祖母：王采玉 （1864－1921） \| \| \| \| \| \| \| \| \| \| \| \| \| \| \| \| \| \| \| \| \| \| \| \| \| \| \| \| \| \| \| \| \| \| \| \| \| \| \| \| \| \| \| \| \| \| \| \| \| \| \| \| \| \| 外高祖父：姚振昌 \| \| \| \| \| \| \| \| \| \| \| \| \| \| \| \| \| \| \| \| \| \| \| \| \| \| \| \| \| \| \| \| \| \| \| \| \| \| \| \| \| \| \| \| \| \| \| \| \| \| \| \| \| \| 外曾祖母：王姚氏 \| \| \| \| \| \| \| \| \| \| \| \| \| \| \| \| \| \| \| \| \| \| \| \| \| \| \| \| \| \| \| \| \| \| \| \| \| \| \| \| \| \| \| \| \| \| \| \| \| \| \| \| \| \| 蔣經國（1910－1988） \| \| \| \| \| \| \| \| \| \| \| \| \| \| \| \| \| \| \| \| \| \| \| \| \| \| \| \| \| \| \| \| \| \| \| \| \| \| \| \| \| \| \| \| \| \| \| \| \| \| \| \| \| \| 外祖父：毛鼎和 \| \| \| \| \| \| \| \| \| \| \| \| \| \| \| \| \| \| \| \| \| \| \| \| \| \| \| \| \| \| \| \| \| \| \| \| \| \| \| \| \| \| \| \| \| \| \| \| \| \| \| \| \| \| 母親：毛福梅（1882－1939） \| \| \| \| \| \| \| \| \| \| \| \| \| \| \| \| \| \| \| \| \| \| \| \| \| \| \| \| \| \| \| \| \| \| \| \| \| \| \| \| \| \| \| \| \| \| \| \| \| \| \| \| \| \| 外祖母：毛王氏 \| \| \| \| \| \| \| \| \| \| \| \| \| \| \| \| \| \| \| \| \| \| \| \| \| \| \| \| \| \| \| \| \| \| \| \| \| \| \| \| \| \| \| \| \| \| \| \| \| \| \| \| |                                |  |  |  |  |  |  |  |  |  |  |  |  |  |  |  |
| |                                |  |  |  |  |  |  |  |  |  |  |  |  |  |  |  |
| | 高祖父：蔣祈增                 |  |  |  |  |  |  |  |  |  |  |  |  |  |  |  |
| |                                |  |  |  |  |  |  |  |  |  |  |  |  |  |  |  |
| |                                |  |  |  |  |  |  |  |  |  |  |  |  |  |  |  |
| | 曾祖父：蔣斯千（1814－1894）   |  |  |  |  |  |  |  |  |  |  |  |  |  |  |  |
| |                                |  |  |  |  |  |  |  |  |  |  |  |  |  |  |  |
| |                                |  |  |  |  |  |  |  |  |  |  |  |  |  |  |  |
| | 祖父：蔣肇聰（1842－1895）     |  |  |  |  |  |  |  |  |  |  |  |  |  |  |  |
| |                                |  |  |  |  |  |  |  |  |  |  |  |  |  |  |  |
| |                                |  |  |  |  |  |  |  |  |  |  |  |  |  |  |  |
| | 父親：蔣中正（1887－1975）     |  |  |  |  |  |  |  |  |  |  |  |  |  |  |  |
| |                                |  |  |  |  |  |  |  |  |  |  |  |  |  |  |  |
| |                                |  |  |  |  |  |  |  |  |  |  |  |  |  |  |  |
| | 外高祖父：王毓慶               |  |  |  |  |  |  |  |  |  |  |  |  |  |  |  |
| |                                |  |  |  |  |  |  |  |  |  |  |  |  |  |  |  |
| |                                |  |  |  |  |  |  |  |  |  |  |  |  |  |  |  |
| | 外曾祖父：王有則（1820－1882） |  |  |  |  |  |  |  |  |  |  |  |  |  |  |  |
| |                                |  |  |  |  |  |  |  |  |  |  |  |  |  |  |  |
| |                                |  |  |  |  |  |  |  |  |  |  |  |  |  |  |  |
| | 祖母：王采玉 （1864－1921）    |  |  |  |  |  |  |  |  |  |  |  |  |  |  |  |
| |                                |  |  |  |  |  |  |  |  |  |  |  |  |  |  |  |
| |                                |  |  |  |  |  |  |  |  |  |  |  |  |  |  |  |
| | 外高祖父：姚振昌               |  |  |  |  |  |  |  |  |  |  |  |  |  |  |  |
| |                                |  |  |  |  |  |  |  |  |  |  |  |  |  |  |  |
| |                                |  |  |  |  |  |  |  |  |  |  |  |  |  |  |  |
| | 外曾祖母：王姚氏               |  |  |  |  |  |  |  |  |  |  |  |  |  |  |  |
| |                                |  |  |  |  |  |  |  |  |  |  |  |  |  |  |  |
| |                                |  |  |  |  |  |  |  |  |  |  |  |  |  |  |  |
| | 蔣經國（1910－1988）           |  |  |  |  |  |  |  |  |  |  |  |  |  |  |  |
| |                                |  |  |  |  |  |  |  |  |  |  |  |  |  |  |  |
| |                                |  |  |  |  |  |  |  |  |  |  |  |  |  |  |  |
| | 外祖父：毛鼎和                 |  |  |  |  |  |  |  |  |  |  |  |  |  |  |  |
| |                                |  |  |  |  |  |  |  |  |  |  |  |  |  |  |  |
| |                                |  |  |  |  |  |  |  |  |  |  |  |  |  |  |  |
| | 母親：毛福梅（1882－1939）     |  |  |  |  |  |  |  |  |  |  |  |  |  |  |  |
| |                                |  |  |  |  |  |  |  |  |  |  |  |  |  |  |  |
| |                                |  |  |  |  |  |  |  |  |  |  |  |  |  |  |  |
| | 外祖母：毛王氏                 |  |  |  |  |  |  |  |  |  |  |  |  |  |  |  |
| |                                |  |  |  |  |  |  |  |  |  |  |  |  |  |  |  |
| |                                |  |  |  |  |  |  |  |  |  |  |  |  |  |  |  |

## 著作
- 《风雨中的宁静》1967年1月30日正中书局初版，首篇〈一位平凡的伟人〉（又名〈我的父亲〉）。
- 《蒋经国自述》集蒋经国的六部日记，《我在苏联的生活》，记述一丸二五年至一九三七年在苏联学习、工作和生活的情况。《训练日记》，记述一九四〇年举办赣州干部讲习会，对所属干部进行政治和军事训练的真情实录。《伟大的西北》，记述一九四一年夏天，作为蒋介石特命的“西北宣慰团”的成员，在我国西北国防前线的所见所闻。《五百零四小时》，记述一九四五年秋担任国民党政府外交特派员，在长春与苏联红军谈判从苏军手中接管东北的详细过程和自己的种种感想。《沪滨日记》，记述一九四八年奉命去上海管制经济，《危急存亡之秋》，在大陆的最后一部日记，记载一九四九年国民党政府在土崩瓦解时所进行的种种最后努力，记载蒋介石“引退”后与李宗仁的矛盾与斗争，记载卢汉准备扣押蒋介石，及蒋氏父子撤离大陆的情况。

- 《蒋总统经国先生言论著述汇编》1940-1979，共12卷，1981年黎明文化事业股份有限公司。
- 《蔣經國先生全集》全24卷+總目錄+記事年表+著述年表 共28冊。行政院新聞局, 1991年出版。
- 《蒋经国日记》，与《蒋介石日记》一起存放于斯坦福大学。从1937年自苏俄返回中国直到1980年。

## 榮譽
- 采玉大勳章
- 一等卿雲勳章
- 青天白日勳章
- 三等寶鼎勳章
- 二等雲麾勳章
- 四等雲麾勳章
- 抗戰勝利勳章

## 紀念

### 大陸時期

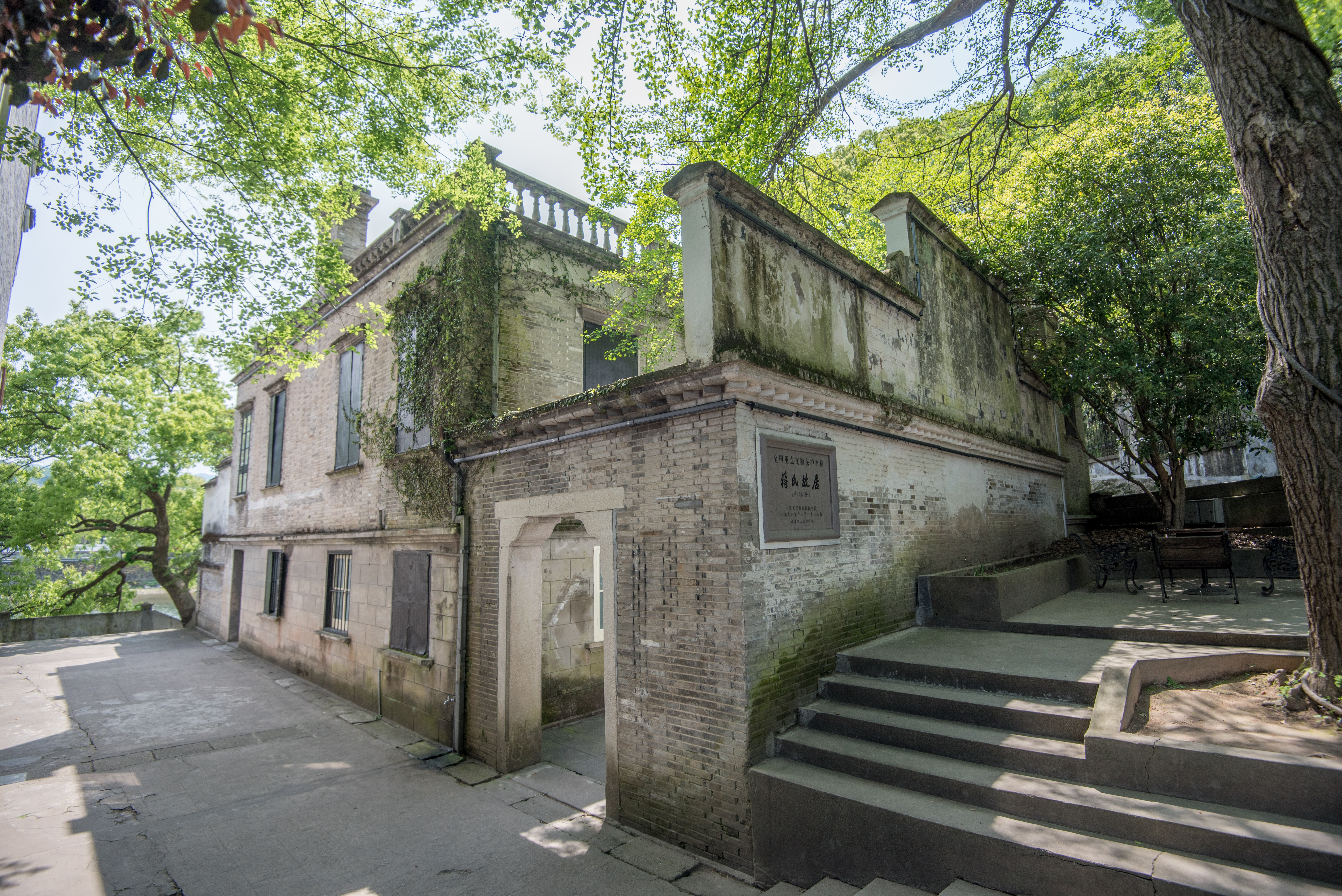
奉化溪口小洋房

- 寧波市奉化區溪口镇蔣氏故居：現為中華人民共和國全國重點文物保護單位，曾為蔣介石與蒋經國的出生地，蔣經國自蘇聯返回中華民國後的1937-1939年間居住於小洋房。
- 南京市留東同學會會址：曾為蔣經國住宅，位於玄武湖畔，屬南京市文物保護單位[176]。
- 赣州市蔣經國舊居：1939-1945年間蔣經國因担任江西省第四行政區督察專員兼保安司令而居於江西赣州，留有居所共三處，分别為花園塘一號官邸、虎岡中華兒童新村、通天岩避暑山房，其中花園塘一号官邸為俄式磚木小樓，現為赣州市文物保护单位[177]。
- 上海市逸村2号：蔣經國1948年任上海區經濟管制督導副專員期間居於此，現該建築為私人建築，不對外開放，作為上海市优秀历史建筑受到保護[178]。
- 杭州市蔣經國舊居：始建於1931年，占地約400坪，由主副兩棟樓組成，是西式磚木別墅，緊鄰西湖。據媒體報導稱，蔣經國曾於1948年10月至11月期間，攜妻兒來杭州在此暫住一個月。现属浙江省文物保护单位，外租为商业经营场所。

### 臺灣時期
- 七海寓所：這是蔣經國在臺灣長期居住的住所。現被臺北市政府文化局依照相關法規列為直轄市市定古蹟。
- 大溪陵寢：為奉厝中華民國第六、第七任總統蔣經國遺體靈櫬之處，位於台灣桃園市大溪區福安里。
- 桃園市的經國紀念館：原先是大溪遊客中心，經桃園縣政府於2012年整頓後重新設立，並結合大溪陵寢、復興賓館、慈湖陵寢、慈湖紀念雕塑公園等地標規劃為兩蔣文化園區。
- 金門縣的蔣經國先生紀念館：1989年，為紀念蔣經國對於國家貢獻及長期關懷金門縣發展，在陸軍金門防衛司令部司令官黃幸強和程邦治倡議，於福建省金門縣成立蔣經國先生紀念館，並於2008年重新整修後再度啟用。地址於金門縣金寧鄉的金門國家公園乳山遊客中心之中山紀念林內，同大溪陵寢一樣為四合院建築[179]。
- 連江縣的經國先生紀念堂：經過軍政首長會議討論後，於福建省連江縣馬祖列島勝利水庫西側山丘上成立經國先生紀念堂。仿中山陵、中正紀念堂為藍瓦白牆建築。紀念館1樓為經國先生坐姿銅像與遺囑，2樓則為文物史料，展示經國先生歷年視察馬祖防務的老照片，以及各類文書往來的手稿，1994年6月完工開幕[180]。
- 中華民國總統府的經國廳：2016年3月29日青年節，時任總統馬英九為表揚蔣經國對台灣及青年的貢獻，因而將總統府三樓大禮堂命名為經國廳。此舉引起蔡易餘、陳瑩、徐國勇等人不滿。王金平則予以肯定[181]。

## 影視形象
| 年分 | 作品        | 演員   |
| ---- | ----------- | ------ |
| 2009 | 建國大業    | 陳坤   |
| 2018 | 奇蹟的女兒  | 陳自為 |
| 2019 | 幻術 (電影) | 張國棟 |

### 引用
1. 1 2 3 4 5 6 7 8 9 10 11 12 13 14 15 16 17 18 19 20 21 22 23 24 25 26 27 28 29 30 31 32 33 34 35 36 37 38 39 40 41 42 43 44 45 46 47 48 49 50 51 52 53  李子渝、常壽林編寫. . 香港: 教育出版社. ISBN 9621212731.
2. 1 2 3 4 5 6 7 8 9 10 11 12 13 14 15 16 17 18 19 20 21 22 23 24 25 26 27 28 29 30 31 32 33 34 35 36 37 38 39 40 41 42 43 44 45 46 47 48 49 50 51 52 53 54 55 56 57 58 59 60 61 62 63 64 65 66 67 68 69  小谷豪冶郎. . 由陳鵬仁翻译. 台北: 《中央日報》出版部. 1990.
3. ↑  . 中華民國總統府.   [2020-10-17]. （原始内容存档于2019-04-11）.
4. ↑  張樹德. . 北京: 團結出版社. 2008-01-01. ISBN 9787802143272.
5. ↑  毛昭飛. . 《傳記文學》 (台北: 傳記文學出版社). 1989-04-01,. 第五十四卷第四期 (323).
6. 1 2 3 4 5 6 7 8 9 10 11 12 13 14 15 16 17 18 19 20 21 22 23 24 25 26 27 28 29 30 31 32 33 34 35 36 37 38 39 40 41 42 43 44 45 46 47 48 49 50 51 52 53 54 55 56 57 58 59 60 61 62 63 64 65 66 67 68 69 70 71 72 73 74 75 76 77 78 79 80 81 82 83 84 85 86 87 88 89 90 91 92 93 94 95 96 97 98 99 100 101 102 103 104 105 106 107 108 109 110  王成斌等主編 (编). . 北京: 解放軍出版社. 1998.
7. ↑  蔣經國曾提到：「父親指示我讀書，最主要的是《四書》，尤其是《孟子》；對《曾文正公家書》也甚為重視。後來又叫我看《王陽明全集》等等。」
8. ↑  信中說：「孟子文章之好，不同於其他書，你如果將來要寫好文章，必須熟讀它。」
9. 1 2 3 4 5 6 7 8 9  漆高儒. . 台北: 傳記文學出版社. ISBN 9578506074.
10. 1 2 3 4 5 6 7 8 9 10 11 12 13 14 15 16 17 18 19 20 21 22 23 24 25 26 27 28 29 30 31 32 33 34 35 36 37 38 39 40 41 42 43 44 45 46 47 48 49 50 51  朱秀娟訪談. . 台北: 天下文化. 1995-07-30.
11. 1 2 3 4 5 6 7 8 9 10 11 12 13 14 15 16 17 18 19 20 21 22 23 24 25 26 27 28 29 30 31 32 33 34 35 36  蔣經國. . . 漆高儒. 台北: 傳記文學出版社. 1991-03-31. ISBN 9578506074.
12. ↑  雷·克萊恩, Chiang Ching-kuo Remembered: The Man and His Political Legacy, Lanham（英语：Lanham, Maryland）, 美國大學出版社（英语：University Press Of America）, 1993-06-01, pp 148, ISBN 9780943057019
13. ↑  Alexander Pantsov, From Students to Dissidents: the Chinese Trotskyism in Soviet Russia, Taipei, Institute of international relations, 1994-03, pp 113-114
14. 1 2 3 4 5 6 7 8 9 10 11 12 13 14 15 16 17 18 19 20 21 22 23 24 25  蔣經國. . 台北: 正中書局. 1988.
15. 1 2  陶涵. . 華文出版社.
16. ↑  李國鼎. . 臺北: 遠流出版. 2005  [2014-02-09]. ISBN 978-957-32-5603-8. （原始内容存档于2014-02-22）.
17. ↑  蔣經國. . . 漆高儒. 台北: 傳記文學出版社. 1991-03-31. ISBN 9578506074. 今天我（蔣經國）寫了篇評論，「革命必先革心」。
18. ↑  理查•伊文思. . . 由武市紅等翻译. 上海人民出版社. 1996  [2009-09-30]. ISBN 9787208023642. （原始内容存档于2009-11-06）.
19. ↑  刘志明. . 鳳凰衛視. 2008-01-09  [2014-02-09]. （原始内容存档于2013-10-30）.
20. 1 2  乌兰夫革命史料编研室 (编). . 北京: 中共党史资料出版社. 1989. ISBN 978-7-80023-089-9.
21. ↑  王先金. . 团结出版社. 2010: 第三章「蒋经国主政台湾」的「邓小平与蒋经国是同学」小節. 該段落又摘錄於：. 新浪历史——轉自人民网. 2013年10月14日  [2020-11-27]. （原始内容存档于2021-02-02）.
22. ↑  白樺. . 美國之音中文網. 2016-05-30  [2020-11-27]. （原始内容存档于2021-02-02）.
23. ↑  . 中時電子報. 2016-05-07  [2020-01-01]. （原始内容存档于2020-01-01）.
24. ↑  蔣經國. . . 漆高儒. 台北: 傳記文學出版社. 1991-03-31. 事實上，他們的臆測是正確的。
25. ↑  蔣經國. . . 漆高儒. 台北: 傳記文學出版社. 1991-03-31. 後來我（蔣經國）越來越熱中托洛斯基學說，終至加入秘密學社。跟隨我的同學日多，並開始視我為托派的領導者。
26. ↑  蔣經國. . . 漆高儒. 台北: 傳記文學出版社. 1991-03-31. 我（蔣經國）竭力鼓吹同學間的暗中活動，並勸他們以小冊子和開會表示反對史達林的態度。
27. ↑  蔣經國. . . 漆高儒. 台北: 傳記文學出版社. 1991-03-31. 我（蔣經國）的一些同學已經被捕。
28. ↑  蔣經國. . . 漆高儒. 台北: 傳記文學出版社. 1991-03-31. 然而我不為所動，堅持我的政治觀並繼續反抗史達林政權的活動。
29. ↑   (PDF). 1927  [2020-07-17]. （原始内容存档 (PDF)于2020-07-17）.
30. ↑  陳廷一. . 中國青年出版社. 2013  [2020-05-30]. （原始内容存档于2020-07-26） （中文（简体））.
31. 1 2 3 4 5   (PDF).   [2013-06-06]. （原始内容 (PDF)存档于2013-10-29）.
32. ↑  蔣經國. . . 漆高儒. 台北: 傳記文學出版社. 1991-03-31. 中共說：「讓蔣經國回國，他一定會成為蔣介石的得力助手。所以我們要他留在蘇聯。」
33. ↑  蔣經國. . . 漆高儒. 台北: 傳記文學出版社. 1991-03-31. 從前雖然可在經過檢查後和親友通信，現在已被禁止。
34. ↑  蔣經國. . . 漆高儒. 台北: 傳記文學出版社. 1991-03-31. 既然屢請不准，我（蔣經國）在失望之餘申請加入蘇聯紅軍。獲准後被派駐莫斯科的第一師，首度過起軍人生涯。
35. 1 2 3 4 5  姚华飞. . 《档案春秋》. 2012, (8)  [2018-07-20]. （原始内容存档于2018-07-20）.
36. ↑  蔣經國. . . 漆高儒. 台北: 傳記文學出版社. 1991-03-31. 在畢業之前，我（蔣經國）每年均得參加長達兩個月的大規模戰演習，以完成團戰術及野戰軍團作戰計畫方面的訓練。
37. ↑  蔣經國. . . 漆高儒. 台北: 傳記文學出版社. 1991-03-31. 中共指稱，該團體是在家父（蔣介石）指示下組成的，並由他資助。
38. ↑  蔣經國. . . 漆高儒. 台北: 傳記文學出版社. 1991-03-31. 上述兩封信當時還在我（蔣經國）手中，但卻被我的一位同班同學取走，交給共產國際（我想現在還在他們的秘密檔案中）。這兩封內容所述，僅是我的思鄉之情，以及對過去荒唐的自責。然而，儘管這些僅是談及私事的信函，卻仍被中共要求蘇聯政府逮捕的藉口。
39. 1 2 3 4 5   (PDF). www.ch.zju.edu.cn. 2006  [2025-06-14]. （原始内容 (PDF)存档于2013-10-29）.
40. ↑  .   [2014-05-12]. （原始内容存档于2014-05-12）.
41. ↑  蔣經國. . . 漆高儒. 台北: 傳記文學出版社. 1991-03-31. 我（蔣經國）同時表示，如果不能奉准返國，希望能分發到蘇聯部隊，這是我第二個擇選。我相信，如果不是中共干涉的話，蘇聯政府會考慮同意我的第二個選擇。我淪為中共代表團宰割後，前述兩項心願均未能達成。
42. ↑  蔣經國. . . 漆高儒. 台北: 傳記文學出版社. 1991-03-31. 她（斯大林母親）對我（蔣經國）說：「父親一定是愛子女的，子女亦應當愛父母。不愛父母的人，無論如何，不能使人敬佩。我的兒子，雖然為國家大事很忙，可是還是常常來此地看望我。」
43. ↑  蔣經國. . . 漆高儒. 台北: 傳記文學出版社. 1991-03-31. 從學校到工廠並不是一段容易的轉換歷程。一開始，我（蔣經國）很難勝任我的工作，因為我從未作過如此繁重的勞力工作，從早上八點到下午五點，一天整整工作八小時，中間僅有一小時午飯休息時間。兩天後，我的雙手腫脹，背部酸痛。在痛苦與虛弱纏身之際，我堅信艱苦的工作可以增加我的收入。
44. ↑  蔣經國. . . 漆高儒. 台北: 傳記文學出版社. 1991-03-31. 五個月後，我（蔣經國）每個月的工資增加到一百零五盧布。
45. ↑  蔣經國. . . 漆高儒. 台北: 傳記文學出版社. 1991-03-31. 然而，我（蔣經國）一直沒有奉准擔任這個職位，因為中國共產黨代表陳紹禹反對這種建議，因此，我繼續在工廠裡做勞工。
46. ↑  蔣經國. . . 漆高儒. 台北: 傳記文學出版社. 1991-03-31. 幾個月後，我（蔣經國）已普獲人們敬重，並當選農村蘇維埃副主席，由於主席臥病，由我負實際責任。
47. ↑  蔣經國. . . 漆高儒. 台北: 傳記文學出版社. 1991-03-31. 最早的決定是送我（蔣經國）到烏拉山脈的。
48. ↑  蔣經國. . . 漆高儒. 台北: 傳記文學出版社. 1991-03-31. 在此地，我（蔣經國）和許多工人們共同受苦，這兒有教授、學生、貴族、工程師、富農和強盜。
49. ↑  蔣經國. . . 漆高儒. 台北: 傳記文學出版社. 1991-03-31. 我（蔣經國）一到，他就告訴我：「你父親聽說你已回到中國。他在上海等地的報紙上宣稱：他要逮捕你。」我問他要報紙看。他答道：「這只是我們從中國得到的消息，這兒哪來的報紙？」兩個月後，即一九三四年八月到十一月間，我突然被交由蘇聯內政部密切監視。
50. ↑  蔣經國. . . 漆高儒. 台北: 傳記文學出版社. 1991-03-31. 這時陳紹禹對我（蔣經國）說：「中國方面謠傳你己在蘇聯遭到逮捕。你該寫信告訴你母親，你在此間工作，完全自由。」
51. ↑  蔣經國. . . 漆高儒. 台北: 傳記文學出版社. 1991-03-31. 她（蔣方良）當時剛從工人技術學校畢業，在那家工廠還算是我（蔣經國）的部屬。
52. 1 2  亞歷山大·潘佐夫; 梁思文; 楊淑娟. 涂豐恩 , 编. . 台灣: 聯經. 2023年2月. 蔣想的沒錯：這信真的是假造的。中共駐共產國際代表團團長王明，在一九三五年十一月二十三日撰寫了這封信。據經國說，當他得知此信刊載後，就真的生了一場病，還住院十三天。該信的草稿存於一所俄羅斯檔案館，見Galitsky, Tszian Tszingo (Chiang Ching-kuo), 129-32.
53. ↑  蔣經國. . . 漆高儒. 台北: 傳記文學出版社. 1991-03-31. 這時陳紹禹對我（蔣經國）說：「中國方面謠傳你己在蘇聯遭到逮捕。你該寫信告訴你母親，你在此間工作，完全自由。我們怕你的中文忘得差不多了，所以我們代你擬了一封信稿。」我看看那封信，發現信中寫的並不是我要說的話，因此我拒絕署名。我們往復辯論了三天信中應該寫什麼，但是仍然無法意見一致。就在雙方僵持不下之際，他們派了我一個朋友來跟我談這件事。他說：假如你接受信稿，將來還可以有機會返回中國。否則你的生命就有危險，他們可以隨時給你捏造罪名。
54. ↑  杨树标、杨菁.  (PDF). 杭州: 浙江大学出版社. 2011-06-30  [2021-03-18]. ISBN 9787308057561. （原始内容存档 (PDF)于2021-03-19）.
55. ↑  陈守云. . 秀威出版. 2011: 38  [2020-02-11]. ISBN 9789862217658. （原始内容存档于2020-04-13） （中文（繁體））.
56. ↑  .   [2020-02-11]. （原始内容存档于2020-04-13）.
57. ↑  董伟康、贺若渊、王绪圻. . 职工教育出版社. 1988: 45–46  [2020-02-29]. ISBN 9787800591150. （原始内容存档于2020-04-13） （中文（简体））.
58. ↑  蔣經國. . . 漆高儒. 台北: 傳記文學出版社. 1991-03-31. 這段艱苦的日子一共持續了半年，我們全家三口只依賴我（蔣經國）太太（蔣方良）的工資生活。
59. ↑  胡斐穎. . 檔案季刊. 2010年3月, 9 (1): 54–63.
60. ↑  蔣經國. . . 漆高儒. 台北: 傳記文學出版社. 1991-03-31. （蘇聯）外交部副部長史迪曼尼可夫對我（蔣經國）說：「中國政府要求我們將你送回，蘇聯政府現在認為在南京的中國政府和蔣委員長是友好的，所以我們願意接受朋友的這項請求，把你送回中國，你覺得如何？」我當然立刻答應回國，在答話中混雜著又喜又懼的情緒。
61. 1 2 3 4 5  陶涵（英语：F. Jay Taylor）, The Generalissimo's Son: Chiang Ching-kuo and the Revolutions in China and Taiwan （页面存档备份，存于）, Harvard University Press, Cambridge, 2009-06-01, ISBN 978-0-674-04422-7
62. 1 2 3  喬納森·范比（英语：Jonathan Fenby）, Chiang Kai Shek: China's Generalissimo and the Nation He Lost （页面存档备份，存于）, Da Capo Press（英语：Da Capo Press）, Cambridge, 2005-01-03, ISBN 978-0-7867-1484-1
63. ↑  Hannah Pakula, The Last Empress: Madame Chiang Kai-shek and the Birth of Modern China （页面存档备份，存于）, Simon & Schuster, New York, 2009-11-03，ISBN 978-1-4391-4893-8
64. 1 2  A swan's little book of ire （页面存档备份，存于）, Fairfax Media（英语：Fairfax Media）, 2005-10-8
65. ↑  Uradyn E. Bulag, The Mongols at China's Edge: History and the Politics of National Unity （页面存档备份，存于）, Rowman & Littlefield（英语：Rowman & Littlefield）, Lanham, 2002-4-3, ISBN 9780742511446]
66. ↑  蔣經國. . . 漆高儒. 台北: 傳記文學出版社. 1991-03-31. 他說：「現在我們都認為『以蘇維埃化來拯救中國』是錯誤的。請告訴令尊說共產黨絕對有誠心要和國民黨團結一致。我們都深明蔣介石是最能幹的戰略家，傑出的政治家和中國最偉大的領袖。請向他轉達我誠摯的祝福。」
67. ↑  蔣經國. . . 漆高儒. 台北: 傳記文學出版社. 1991-03-31. 這十二年所給我（蔣經國）的教訓深烙我心，永生不會忘懷。
68. ↑  蔣經國.  (PDF). 行政院新聞局. 1992: 45、81、89  [2020-05-30]. （原始内容存档 (PDF)于2020-07-26） （中文（繁體））.
69. 1 2 3 4 5 6 7 8 9 10 11 12  李新總主編，中國社會科學院近代史研究所中華民國史研究室，韓信夫、姜克夫主編 (编). . 北京: 中華書局. 2011. ISBN 9787101079982.
70. 1 2 3 4 5 6 7 8 9 10 11 12 13 14 15 16 17 18 19 20 21 22 23 24 25  周美華、蕭李居 (编). . 台北: 國史館. 2009. ISBN 9789860195903.
71. 1 2 3 4  高仕隱. . 台北: 長歌出版社. 1990-01-25.
72. ↑  蔣經國. . . 台北: 傳記文學出版社. 1991-03-31. 故乃父（蔣中正）於二十六年六月四日，有覆函給他：「經兒知之：你報告二部皆已閱畢，感慨殊多。回想經過之患難與苦痛，應知以後時時在家在國之難能可貴也。望常自省覽，應將原文寄還寶藏家中，可作寶貴材料也。」
73. ↑  蔣經國. . . 台北: 傳記文學出版社. 1991-03-31. 但是該書印成後不久，他又指示不能對外公開
74. 1 2 3 4 5  陳宗嶽. . 台北: 黃復興黨部. 2009-04-27  [2014-02-09]. ISBN 9789868528406. （原始内容存档于2013-12-03）.
75. 1 2  .   [2014-04-29]. （原始内容存档于2015-09-23）.
76. ↑  張良任、張瑞成. . 蔣經國先生全集編輯委員會  (编). . 臺北: 行政院新聞局. 1992. ISBN 978-957-00-0057-3.
77. ↑  蔣經國. . . 台北: 傳記文學出版社. 1991-03-31. 民國二十八年冬，寇機肆虐溪口，狂炸家園，吾母毛太夫人竟罹慘劫，未留一言；傷歟痛歟，國難家仇，於斯已極！……經國序於江西贛州
78. ↑  後來蔣經國寫道：「雁書中絕，生死莫卜，先妣倚門倚閭，垂涕不任者，蓋亦十有二年。」見蔣經國：《我在蘇聯的生活》，前鋒出版社，1947年
79. ↑  鍾山 (编). . 台南: 慈暉出版社. 1975.
80. 1 2 3 4  陶涵（英语：F. Jay Taylor）著、林添貴譯：《台灣現代化的推手：蔣經國傳》，台北：時報文化，2000年，ISBN 978-957-13-3237-6
81. ↑  蔣孝勇在1996年5月19日在台北接受陶涵（英语：F. Jay Taylor）訪談稱，啟程前，蔣介石給蔣經國一顆毒藥，「以備一旦遭日本人俘虜時可以服用」見陶涵著、林添貴譯：《台灣現代化的推手：蔣經國傳》，台北：時報文化，2000年，ISBN 978-957-13-3237-6，第124頁
82. ↑  漆高儒. . . 台北: 傳記文學出版社. 1991-03-31: 2. 「……兒在贛南人民愛戴，建設進步，時用快慰。惟人生立志全在日新月異，自強不息，切勿因譽生驕，蓋善始者實繁，而克終者甚寡，不能不深加警惕，勉為人子也。父母」
83. 1 2 3 4 5 6 7  陳雷等編著. . 台北: 傳記文學出版社. 1978-06-01.
84. ↑  秦孝儀總編纂：《總統  蔣公大事長編初稿》卷六上，台北：中山圖書公司，1968年
85. ↑  李雲漢. . 《中華民國名人傳》第七冊.
86. 1 2 3 4 5 6 7 8 9 10 11 12  茅家琦. . 台北: 臺灣商務印書館. 2003-06-01: 486頁 [2003]  [2014-02-09]. ISBN 978-957-051-796-5. （原始内容存档于2014-02-22）.
87. ↑  中央社基隆十八日電
88. ↑  秦孝儀總編纂 (编). . 台北: 中山圖書公司. 1968. 出發前，蔣中正指示蔣經國以下三點：「1.態度親切，情誼隆重。2.大事不苟，據理解答。3.小事渾厚，不必斤斤計較。」
89. ↑  松木. . 搜狐網. 2007-01-18  [2014-02-09]. （原始内容存档于2014-02-22）.
90. ↑  蔣經國. . . 台北: 正中書局. 1988.
91. ↑  蔣經國. . . 台北: 正中書局. 1988: 67–68. 我（蔣經國）說：「你應當諒解，我們中國七年抗戰，就是為了把失土收復回來，今天日本還沒趕走，東北臺灣還沒有收回，一切失地，都在敵人手中；反而把這樣大的一塊土地割讓出去，豈不失卻了抗戰的本意？我們的國民一定不會原諒我們，會說我們『出賣了國土』；在這樣情形之下，國民一定會起來反對政府，那我們就無法支持抗戰；所以，我們不能同意外蒙古歸併給俄國。」我（蔣經國）說完了之後，史大林（斯大林）就接着說：「你這段話很有道理，我不是不知道。不過，你要曉得，今天並不是我要你來幫忙，而是你要我來幫忙；倘使你本國有力量，自己可以打日本，我自然不會提出要求。今天，你沒有這個力量，還要講這些話，就等於廢話！」
92. ↑  蔣經國. . . 台北: 正中書局. 1988: 70. （斯大林）直截地表示：「非要把外蒙古拿過來不可！」談話一直繼續下去，史大林（斯大林）又很正經地向我（蔣經國）說：「我不把你當做一個外交人員來談話，我可以告訴你：條約是靠不住的。再則，你還有一個錯誤，你說，中國沒有力量侵略俄國，今天可以講這話；但是只要你們中國能夠統一，比任何國家的進步都要快。」這的確是史大林的「肺腑之言」，他所以要侵略我們，還是害怕我們強大起來；因此，只顧目的，不擇手段，用盡千方百計來壓迫、分化和離間我們。
93. ↑  蔣經國. . 鳳凰網. 2012-02-27  [2014-02-09]. （原始内容存档于2013-10-30）.
94. 1 2 3  《蔣總統經國先生哀思錄》編纂小組 (编). . 台北: 《蔣總統經國先生哀思錄》編纂小組. 1988.
95. 1 2  秦孝儀總編纂 (编). . 台北: 中國國民黨中央委員會黨史委員會. 1978.
96. ↑  秦孝儀總編纂 (编). . 台北: 中國國民黨中央委員會黨史委員會. 1978.
97. ↑  秦孝儀總編纂 (编). . 台北: 中國國民黨中央委員會黨史委員會. 1978.
98. 1 2  蔣經國：《五百零四小時》，臺北：正中書局，1988年
99. ↑  Laura Tyson Li, Madame Chiang Kai-shek: China's Eternal First Lady （页面存档备份，存于）, 格羅夫出版公司（英语：Grove Press）, New York, 2007-09-01, pp 148, ISBN 978-0-8021-4322-8
100. ↑  江南. . 台北: 前衛出版社. 1997.
101. ↑  冯忠方. . 中国共产党新闻网.   [2018-08-09]. （原始内容存档于2021-04-14）.
102. ↑  陶涵（英语：Jay Taylor）. . 台北: 時報文化. 2010.
103. ↑  王丰. . 台北: 商圖出版. 2014-04-12: 67-72.
104. 1 2  Peter Moody. . Stanford: Hoover Institution. 1977  [2014-02-09]. ISBN 9780817967710. （原始内容存档于2014-02-22）.
105. 1 2  漆高儒. . 台北: 正中書局. 1998. ISBN 9789570911503.
106. ↑  Nancy Bernkopf Tucker. . New York: Columbia University Press. 1983-10-15: 181. ISBN 9780231053624.
107. ↑  John W. Garver. . New York: M. E. Sharpe（英语：M. E. Sharpe）. 1997  [2014-02-09]. ISBN 9780765600257. （原始内容存档于2014-02-22）.
108. ↑  黎明文化 (编). . 台北: 黎明文化. 1981.
109. ↑  漆高儒. . 台北: 傳記文學出版社. 1991-03-31. （民國）四十五年決定依北線開闢，但為了確實了解計劃路線的可行性，以及作為安置退役官兵的依據，在開工前，（蔣經國）又親自實地翻山越嶺踏勘一次。
110. ↑  漆高儒. . 台北: 傳記文學出版社. 1991-03-31.
111. ↑  .   [2020-02-29]. （原始内容存档于2020-04-13）.
112. ↑  漆高儒. . 台北: 傳記文學出版社. 1991-03-31. （蔣經國）告訴他們（官兵）：「國家生死存亡，在此一仗。要以沈着的耐心，迎接任何戰場上的變化，堅持到最後一刻，就是歷史的勝利者。敵人沒有辦法封鎖大小金門，更沒有辦法限制我們主宰戰場的自由，我來了，就是證明。」
113. 1 2  . 阿美米干官網.   [2020-10-11]. （原始内容存档于2021-01-17）.
114. ↑  漆高儒. . 台北: 傳記文學出版社. 1991-03-31: 128. 俞部長覺得常跑美國，不如辭職，他已是十年久任的部長，就寫了辭呈，呈請行政院長嚴家淦，轉呈蔣公請求准予辭去國防部長之職，並推薦經國先生繼任
115. ↑  漆高儒. . 台北: 傳記文學出版社. 1991-03-31. 前金門防衛司令官王多年說：「外島幾乎是經國先生的家，然而他每次到外島，總是先到民間或基層去了解狀況，最後才到司令部。」
116. ↑  漆高儒. . 台北: 傳記文學出版社. 台灣經濟發展，中華民國對菲、亞及拉丁美洲國家技術援助計劃，以及區域合作，國際及東亞局勢
117. ↑  漆高儒. . 台北: 傳記文學出版社. 1991-03-31: 135. （國大代表）推薦蔣經國擔任行政院長，理由是：「蔣經國先生志行高潔，器識宏通，氣魄雄渾，襟懷謙沖，在以往數十年獻身黨國之奮鬥中，凡所作為，皆有極卓越之成就。因此博得國際稱譽，國人信愛，匪敵更為之忌憚，實乃當前主持政院之唯一最佳人選。在昔 鈞座謙抑為懷，未盡發揮其才猷，誠為國家之損失，今當面臨空前之變局，宜有大開大闔之作風，似不必有所瞻顧。」
118. ↑  漆高儒. . 台北: 傳記文學出版社. 1991-03-31: 137. 5月1日，行政院長嚴家淦懇切陳明辭意，並鄭重推薦經國先生為行政院長。
119. ↑  漆高儒. . 台北: 傳記文學出版社. 1991-03-31: 137–138. 其中特別表示：「當此大敵未靖之際，信如嚴家淦同志之所推舉，蔣經國同志確屬今日主持國家行政院最理想之人選，中央常委謹一致籲請總裁不以內舉微嫌，廢國家興復之至計，允即徵召蔣經國同志為行政院長。」
120. ↑  蔣總統經國先生哀思錄編纂小組 (编). . 台北.
121. ↑  李守孔. . 台北: 三民書局. 1973.
122. ↑  . 台北: 國史館.   [2014-07-07]. （原始内容存档于2014-07-14）.
123. ↑  蔣經國撰. . 台北: 三民書局. 1976.
124. ↑  徐宗懋. . 台北: 達人館. 2006-02-15. ISBN 9789867332837.
125. 1 2  郭庭鈺編著. . 台北市: 正中書局. 1980.
126. ↑  . 中國國民黨全球資訊網.   [2018-01-29]. （原始内容存档于2018-01-30）.
127. ↑  .   [2018-01-29]. （原始内容存档于2018-01-30）.
128. ↑  Tim Weiner, Legacy of Ashes: The History of the CIA （页面存档备份，存于）, 2008-05-20, Knopf Doubleday Publishing Group, ISBN 978-0-307-45562-8, pp 484-485
129. ↑  How a Spy Left Taiwan in the Cold （页面存档备份，存于）, New York Times, 1997-12-20
130. ↑  許紹軒：《專題新聞》張叛逃前 言行曾出現反常 （页面存档备份，存于），自由电子报，2005-01-17
131. ↑  許樹恩. . 台北: 秀威資訊. 2004-08-13  [2014-07-07]. ISBN 9867614399. （原始内容存档于2014-07-14）.
132. 1 2 3 4 5  李雲漢.  增訂三版. 三民書局.
133. ↑  . 2003-01-17  [2013-03-11]. （原始内容存档于2013-09-22）.
134. ↑  . 美國伊薩卡：康乃爾大學出版社.   [2014-02-09]. ISBN 9780801488054. （原始内容存档于2014-02-28）.
135. ↑  .   [2015-04-08]. （原始内容存档于2016-03-05）.
136. ↑  胡慧玲. . 衛城出版. 2013-10-09: 190-194.
137. ↑  .   [2014-02-09]. （原始内容存档于2012-11-08）.
138. ↑  David E. Kaplan. . 台北: 新新聞文化事業有限公司. 1993: 595-610.
139. ↑  .   [2013-02-24]. （原始内容存档于2013-12-02）.
140. ↑  .   [2013-02-24]. （原始内容存档于2013-12-02）.
141. ↑  鄭佩芬. . 時報出版. 2017: 159–162.
142. ↑  .   [2013-02-24]. （原始内容存档于2015-09-24）.
143. ↑  .   [2011-01-16]. （原始内容存档于2011-11-26）.
144. ↑  .   [2013-02-24]. （原始内容存档于2013-12-02）.
145. ↑  《蔣經國先生全集》第15冊，台北：行政院新聞局，1992年
146. ↑  阮銘. . 國史館. 2007-09-02  [2013-02-24]. （原始内容存档于2011-08-13）.
147. ↑  郝柏村. . 天下遠見文化出版. 2000  [2016-10-30]. （原始内容存档于2014-07-08）.
148. ↑  . Youtube. 2024-06-23  [2024-06-12] （中文（臺灣））. 他說我又個東西要交給你，你就拿這個條子來。你當著我面唸三遍，他說好，你就拿著這個去見… 我們在官邸以內叫經國先生叫教育長… 你去見教育長，我已經打電話通知教育長。你見了他以後你當了他的面唸三遍，然後交給他，讓他當著你的面再唸三遍…他是用毛筆寫的，第一條就是說，長期戒嚴以發揮它的功能，但是以今天的狀況來講應該愈早愈好的把它解除；第二條，解除以後，要走民主法治的社會…
149. 1 2  周美華、蕭李居 (编). . 台北: 國史館. 2009. ISBN 9789860195903.
150. ↑  〈邓小平与老同学蒋经国的较量 （页面存档备份，存于）〉，《今晚報》，2008年1月19日，新華網
151. ↑  主筆室. . 風傳媒. 2014-09-29  [2020-10-11]. （原始内容存档于2021-02-02）.
152. ↑  王炳章. . 中國民主正義黨.   [2020-10-11]. （原始内容存档于2021-02-01）.
153. ↑  大陸中心. . 蘋果日報. 2014-06-26  [2020-10-11]. （原始内容存档于2016-11-29）.
154. ↑  《中國時報》，臺北，1993-01-13
155. ↑  蔣孝勇口述，王力行、汪士淳整理：《蔣孝勇的最後告白》，北京：時事出版社，1998-04-01，ISBN 978-7-80009-445-3
156. ↑  . 聯合報. 1987-10-27.
157. ↑  李福鐘：〈開放赴大陸探親 （页面存档备份，存于）〉，《臺灣大百科全書》，2009年9月24日]
158. ↑  王景弘：〈蔣經國香腸策略餵養本土化 （页面存档备份，存于）〉，《新台灣新聞周刊》，2003年1月13日
159. ↑  葉集凱：《蔣經國晚年政治改革的背景（1975-1988）》，桃園：國立中央大學，2007年
160. ↑  狄英. . 《天下雜誌》1987年12月 (臺北: 天下雜誌).
161. ↑  .   [2021-10-18]. （原始内容存档于2021-10-20）.
162. ↑  馬英九. . 《中國評論月刊》. 2009-04-12.
163. ↑  新华社北京. . 人民日报 (北京). 1988-01-15: 01版 （中文（简体））.
164. ↑  . 中国和平统一促进会.   [2023-09-06]. （原始内容存档于2020-08-12）.
165. ↑  江南. . 香港: 美國論壇社. 1984.
166. ↑  漆高儒. . 台北: 傳記文學出版社. 1991-03-31: 152－153. ISBN 9578506074. 民國七十九年七月三日的聯合報第四版有一則「蔣家主動歸地，尤清敬佩」的新聞。……新聞內容說：國安局最近主動歸還陽明山公園內一塊屬台北縣產的土地，這塊地共有三千多平方公尺，地上建有一棟蔣經國先生曾使用過的別墅，國安局表明這是蔣故總統經國先生前特別交代，不屬蔣家的東西，都應物歸原主。台北縣長尤清表示，他對蔣經國先生一向很尊敬，蔣故總統大是大非、一介不取的精神，令人敬佩。
167. ↑  蔣經國先生全集編輯委員會，總編輯張良任、張瑞成等主編 (编). . 台北: 行政院新聞局. 1992.
168. ↑  《聯合報》，台北，1985-12-26
169. ↑  王作榮. . 台北: 天下文化. 1999.
170. ↑  張玉法：〈民國歷任元首的性格特質（1912－1988）〉，刊呂芳上主編：《論民國時期領導精英》，香港：商務印書館，2009年12月，第8頁，ISBN 9789620764264
171. ↑  郭貽熹. . 白象文化事業. 2010. ISBN 9789866216091 （中文（繁體））.
172. ↑  .   [2014年10月16日]. （原始内容存档于2014年10月21日）.
173. ↑  .   [2020-06-12]. （原始内容存档于2020-06-12）.
174. ↑  .   [2021-03-23]. （原始内容存档于2021-04-14）.
175. ↑  .   [2019-03-23]. （原始内容存档于2019-03-23）.
176. ↑  苏克勤; 苗立军. . . 郑州: 河南人民出版社. 2007. ISBN 9787215064171.
177. ↑  刘灯明. . 南方文物. 2001, (4): 88. doi:10.3969/j.issn.1004-6275.2001.04.018.
178. ↑  . 上海市徐汇区人民政府门户网站.   [2019-06-04]. （原始内容存档于2021-12-20）.
179. ↑  .   [2016-01-22]. （原始内容存档于2016-01-27）.
180. ↑  .   [2016-01-22]. （原始内容存档于2016-01-19）.
181. ↑  .   [2016-05-20]. （原始内容存档于2016-05-21）.

### 书目
- 陶涵（英语：F. Jay Taylor）. . Harvard University Press. 2000-11-14 [2000]. ISBN 978-067-400-287-6 （英语）.
- 李元平. . 東京: 《世界日報》. 1981-10-01 [1981]. ISBN 488-201-015-1 （日语）.
- 余敏玲：〈俄國檔案中的留蘇學生蔣經國（页面存档备份，存于）〉。

## 外部連結
- （繁體中文） 蔣經國國際學術交流基金會 （页面存档备份，存于）
- （繁體中文） 蔣故總統經國先生百年誕辰紀念網站（页面存档备份，存于）
- （繁體中文） 蔣總統經國先生（页面存档备份，存于）
- （繁體中文） 中國國民黨（页面存档备份，存于）
- 台灣大百科全書 - 蔣經國 （页面存档备份，存于）
- 台灣大百科全書 - 蔣經國 （页面存档备份，存于）
- 蔡英文出席台湾前总统“蒋经国纪念园区”开幕致词引发哪些政治议题及辩论 （页面存档备份，存于）

| 中華民國國家元首 | 中華民國國家元首                                                                               | 中華民國國家元首                   |
| ---------------- | ---------------------------------------------------------------------------------------------- | ---------------------------------- |
| 前任： 嚴家淦    | 中華民國總統 第六、七屆 1978年5月20日—1988年1月13日                                            | 繼任： 李登輝                      |
| 中華民國政府職務 |                                                                                                |                                    |
| 行政院           |                                                                                                |                                    |
| 前任： 嚴家淦    | 行政院國軍退除役官兵就業輔導委員會主任委員 第二任 1956年4月25日—1964年7月1日                   | 繼任： 趙聚鈺                      |
| 前任： 俞大維    | 國防部部長 第九任 1965年1月25日—1969年7月1日                                                   | 繼任： 黃                          |
| 前任： 黃少谷    | 行政院副院長 第十一任 1969年7月1日—1972年6月1日                                                | 繼任： 徐慶鐘                      |
| 前任： 嚴家淦    | 行政院院長 第九任 1972年6月1日—1978年5月20日                                                   | 繼任： 徐慶鐘（代理） 正任：孫運璿 |
| 政党职务         |                                                                                                |                                    |
| 中國國民黨       |                                                                                                |                                    |
| 首任             | 中國國民黨主席 第一屆 1976年11月16日—1988年1月13日                                             | 繼任： 李登輝 （代理，後真除）     |
| 前任： 首任      | 中國國民黨中央委員會主席 第一任 1975年4月5日－1988年1月13日 （1976年11月16日改為黨主席兼任職） | 繼任： 李登輝                      |